# Elezioni presidenziali negli Stati Uniti d'America del 1864
Le elezioni presidenziali negli Stati Uniti d'America del 1864 furono la 20ª tornata elettorale quadriennale della nazione; si tennero martedì 8 novembre. Furono vinte da Abraham Lincoln, presidente in carica. 
L'avversario di Lincoln fu il candidato del Partito Democratico George McClellan, generale dell'Unione ed ex Comandante generale dell'esercito statunitense. L'avversario del presidente cercò di farsi ritrarre come il "candidato della pace" che voleva porre termine il prima possibile alla guerra di secessione americana. L'esponente di maggior spicco dell'abolizionismo, l'esploratore e botanico John Charles Frémont, già candidato repubblicano alle elezioni presidenziali del 1856, dapprima si candidò sostenuto dai dissidenti repubblicani radicali del "Radical Democracy Party", poi si ritirò dalla campagna elettorale a settembre appoggiando Lincoln. Il presidente fu rieletto con un ampio margine di vantaggio.
Rispetto alle elezioni presidenziali del 1860 il Collegio elettorale si ampliò con l'avvenuta ammissione di Kansas, Virginia Occidentale e Nevada nella loro qualità di Stati liberi dalla schiavitù. Con la cruenta guerra civile ancora in pieno svolgimento, non fu conteggiato nessun voto dei Grandi elettori degli undici Stati meridionali che avevano aderito agli Stati Confederati d'America.
Lincoln vinse con una maggioranza di 400.000 voti popolari, in parte grazie alla recente vittoria ottenuta nella battaglia di Atlanta; fu il primo presidente ad essere rieletto da quando il democratico Andrew Jackson vinse nelle elezioni presidenziali del 1832. Lincoln si insediò per la seconda volta il 4 marzo 1865; appena 42 giorni dopo cadde vittima di un attentato mortale. L'assassinio di Abraham Lincoln ebbe luogo la sera del Venerdì santo del 14 aprile e il presidente morì la mattina seguente. Il secondo mandato della presidenza di Abraham Lincoln fu il secondo più breve dell'intera storia degli Stati Uniti, preceduto solo dai 31 giorni della presidenza di William Henry Harrison.
Poiché Lincoln fu eletto come candidato ufficiale del "National Union Party", questa rappresenta l'ultima elezione presidenziale statunitense in cui vinse la sfida un candidato che non era ufficialmente affiliato né con i Democratici né con i Repubblicani.

## Contesto

### Quadro politico
Le elezioni presidenziali del 1864 si svolsero durante la guerra di secessione. Secondo il "Miller Center of Public Affairs" dell'Università della Virginia queste elezioni rappresentarono uno degli eventi più notevoli della storia della democrazia, un fatto senza precedenti nel mezzo di una sanguinosa guerra civile.
Un gruppo di dissidenti repubblicani che si auto-definirono "Radical Republicans" formarono un gruppo politico denominato "Radical Democracy Party" e scelsero John Charles Frémont come proprio candidato; nel prosieguo della campagna egli si ritirò per appoggiare apertamente il programma proposto da Lincoln. Negli Stati cuscinetto nella guerra di secessione gli affiliati ai "War Democrat", democratici fedeli all'Unione e favorevoli alla guerra contro i confederati, si unirono ai repubblicani per creare il "National Union Party", con Lincoln come candidato presidente. Questo costituì un nome temporaneo utilizzato con l'esplicito scopo di attrarre i democratici unionisti che non avrebbero votato repubblicano; si oppose al Partito Democratico, che includeva gli appartenenti ai "Peace Democrat" o Copperheads, contrari alla guerra.

### Candidature

#### National Union Party
Prima delle elezioni alcuni "War Democrat" si unirono ai repubblicani per dare vita al "National Union Party". Con il risultato finale della guerra civile ancora in dubbio, alcuni leader politici come Salmon P. Chase, Benjamin Wade e Horace Greeley si opposero alla nomina di Lincoln, adducendo la motivazione ch'egli non fosse riuscito a vincerla nel corso di tre lunghi anni. Chase stesso fu inizialmente l'unico candidato in lizza oltre al presidente, ma si ritirò a marzo quando una serie di dirigenti repubblicani, tra cui alcuni dell'Ohio, Stato di Chase e su cui doveva fare affidamento, espresse il sostegno a Lincoln. Questi rimaneva ancora decisamente popolare tra la maggior parte dei membri del partito, cosicché il neonato "National Union Party" lo scelse per un secondo mandato alla convenzione di Baltimora, tenutasi il 7 e l'8 giugno 1864. 

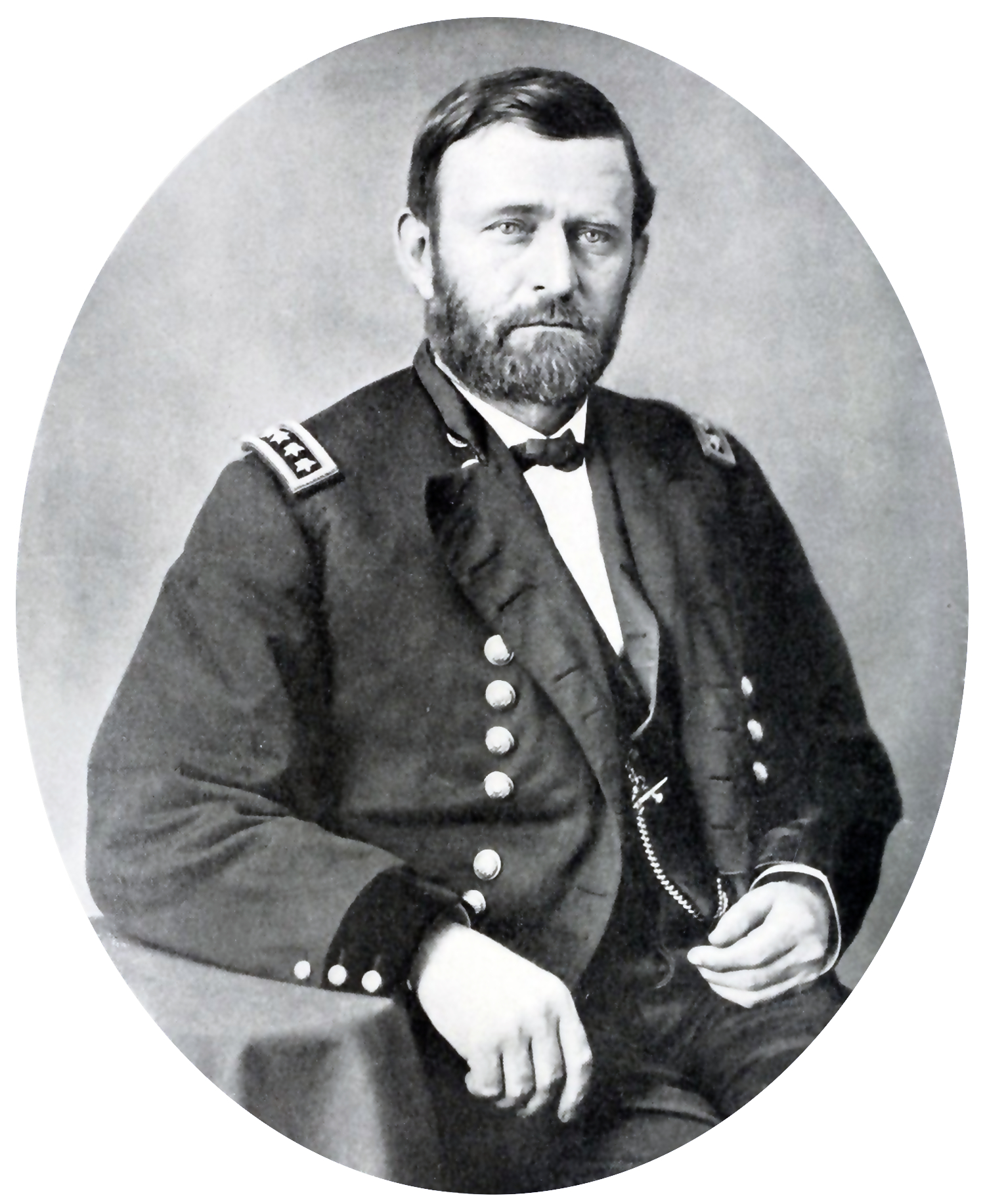
Il luogotenente generale Ulysses S. Grant

Nonostante Lincoln godesse di un amplissimo sostegno, raccolse voti anche Ulysses S. Grant, comandante generale dell'esercito statunitense, anch'egli dell'Illinois, votato dai delegati del Missouri al primo scrutinio, per poi far spostare i loro voti su Lincoln e già il 9 giugno il patto venne concluso con l'accettazione da parte del presidente.
| Votazione per la presidenza |     |             |
| Ballottaggio                | 1°  | Ripetizione |
| Abraham Lincoln             | 494 | 516         |
| Ulysses S. Grant            | 22  | 0           |
| Astenuti                    | 3   | 3           |

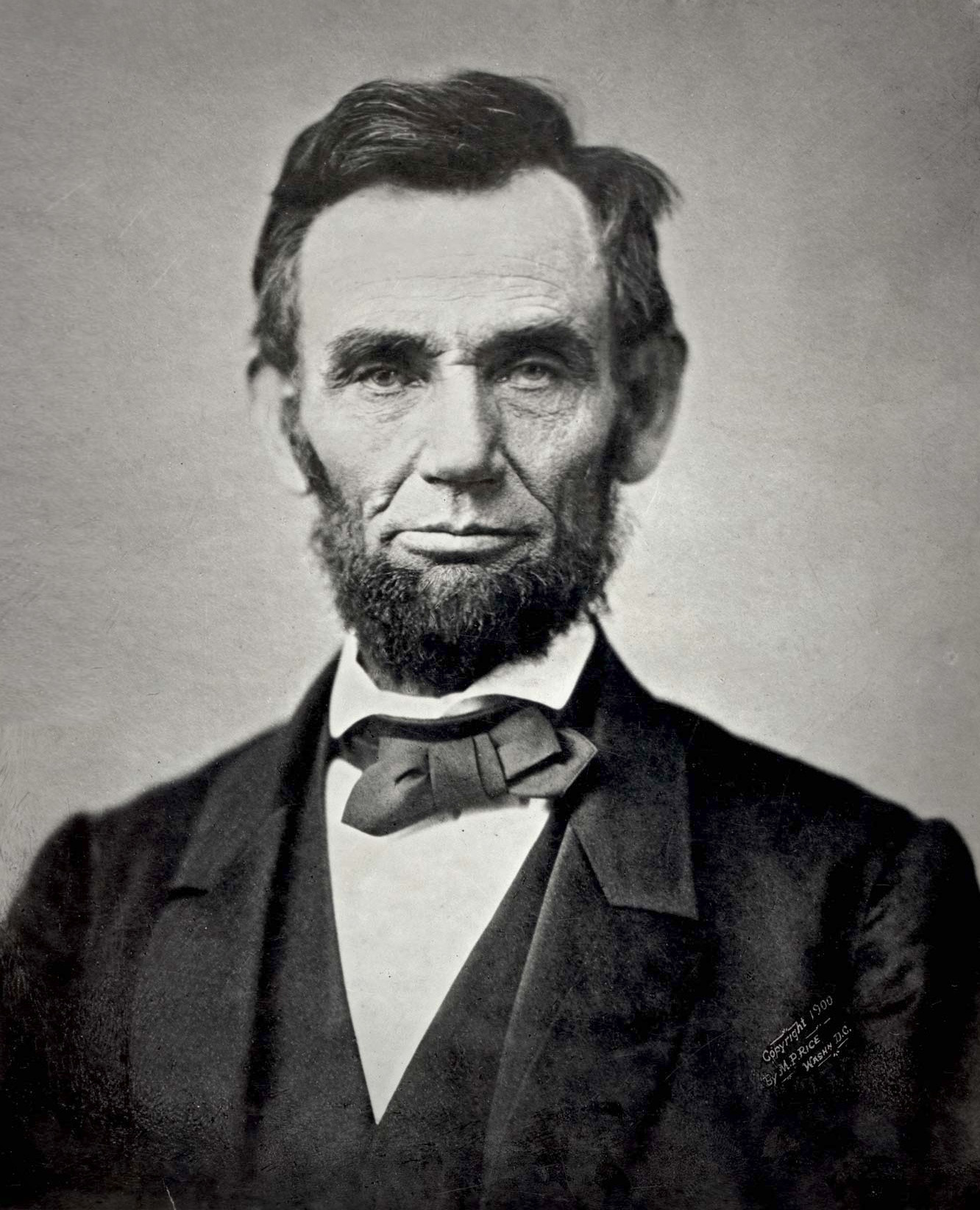
Il presidente Abraham Lincoln

Andrew Johnson, ex senatore democratico e governatore militare del Tennessee, fu nominato vicepresidente di Lincoln. In un primo momento però anche altri vennero presi in considerazione, tra cui l'ex senatore Daniel Stevens Dickinson, il maggiore generale Benjamin Butler, il generale William Starke Rosecrans, Joseph Holt e l'ex segretario al tesoro e senatore newyorkese John Adams Dix.
Il programma politico comprendeva i seguenti obiettivi:

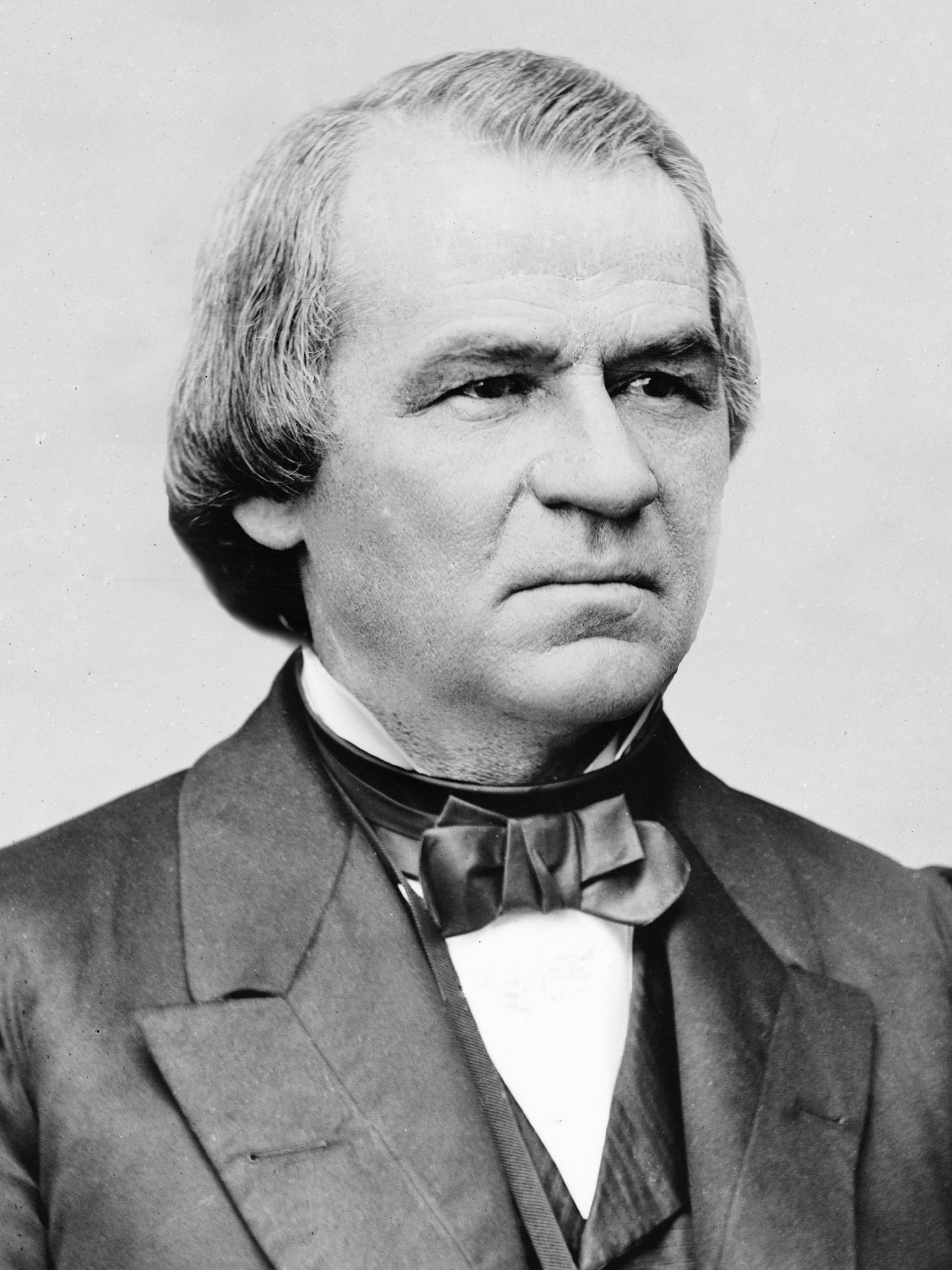
Andrew Johnson, ex senatore per il Tennessee
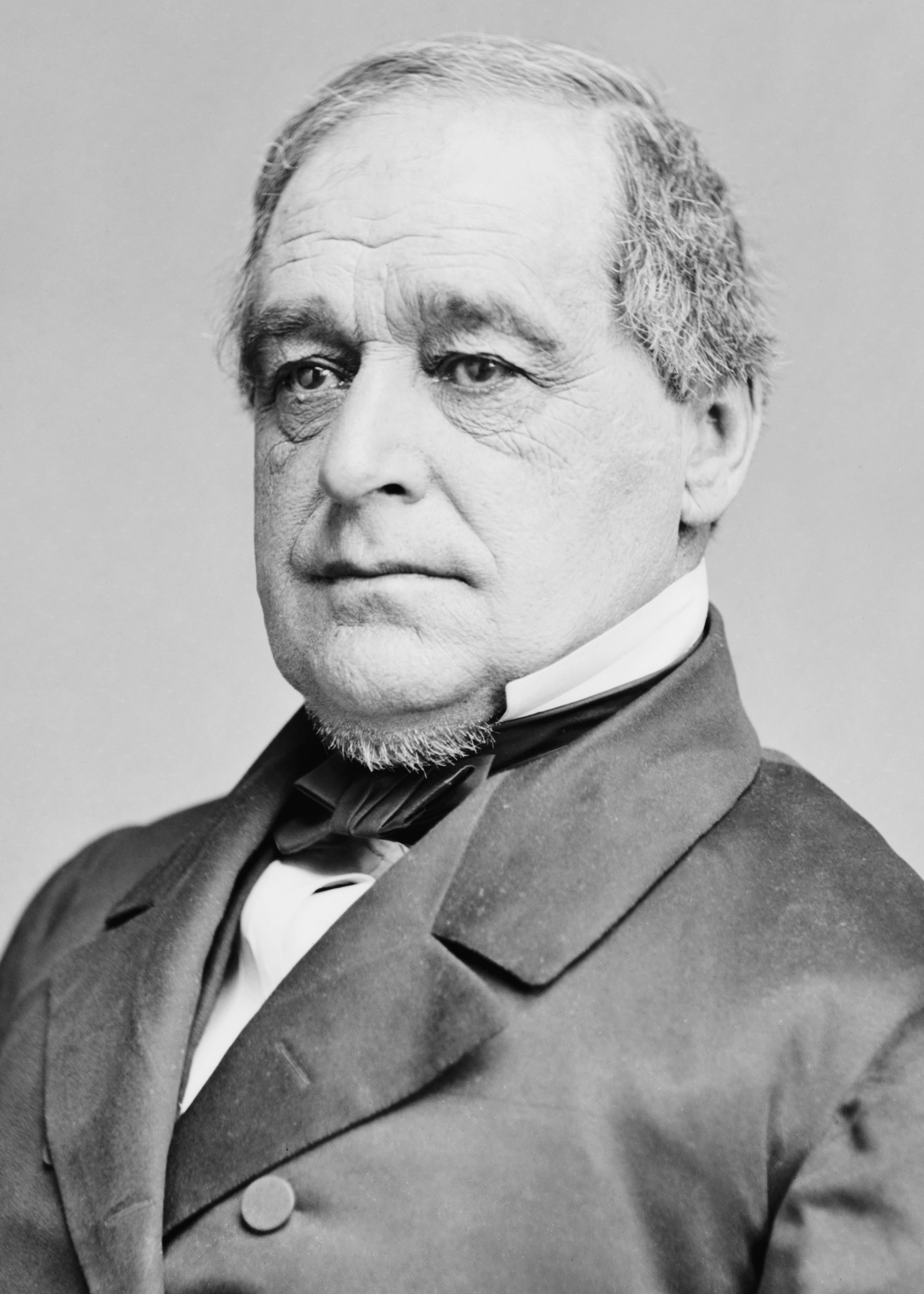
Hannibal Hamlin, Vicepresidente degli Stati Uniti d'America in carica del Maine
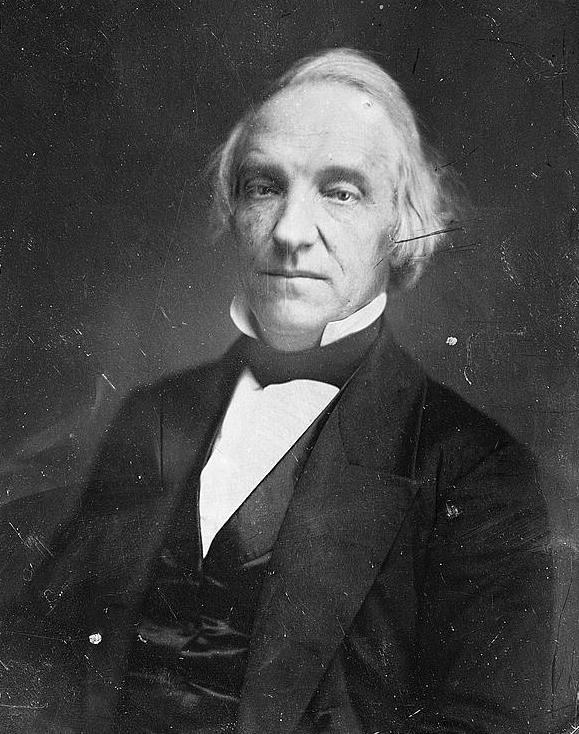
Daniel Stevens Dickinson, ex senatore per lo Stato di New York
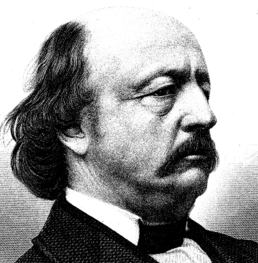
Benjamin Butler, maggiore generale del Massachusetts
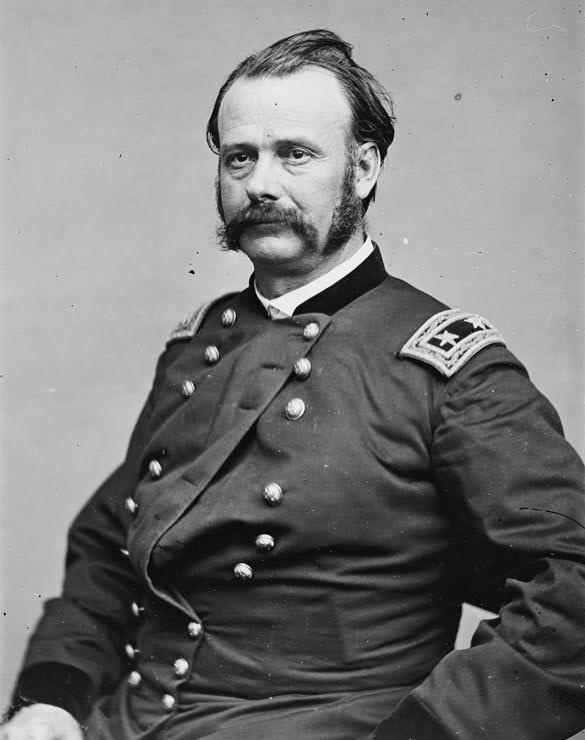
Lovell Harrison Rousseau, generale dell'Union Army del Kentucky
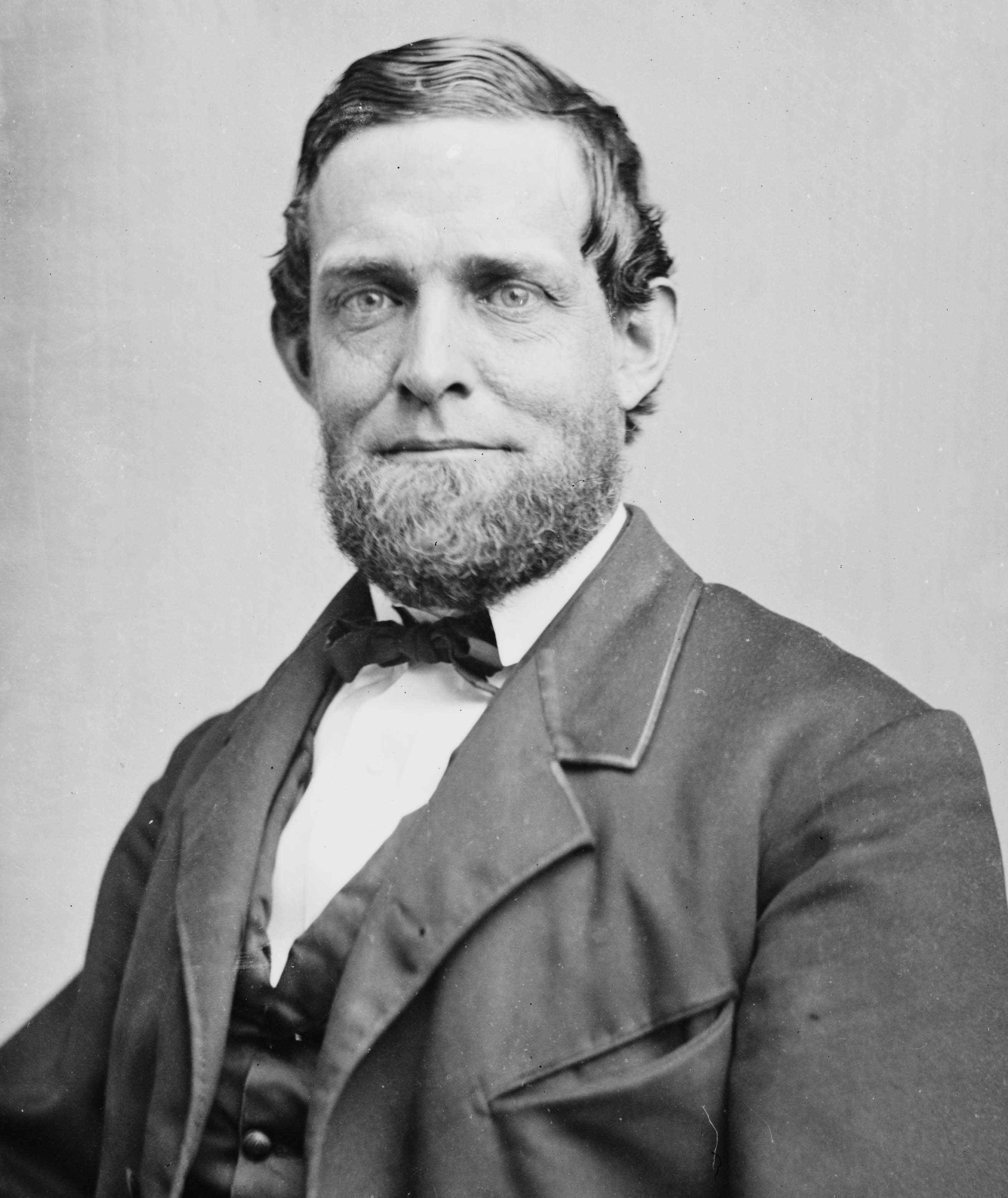
Schuyler Colfax, dell'Indiana, presidente della Camera
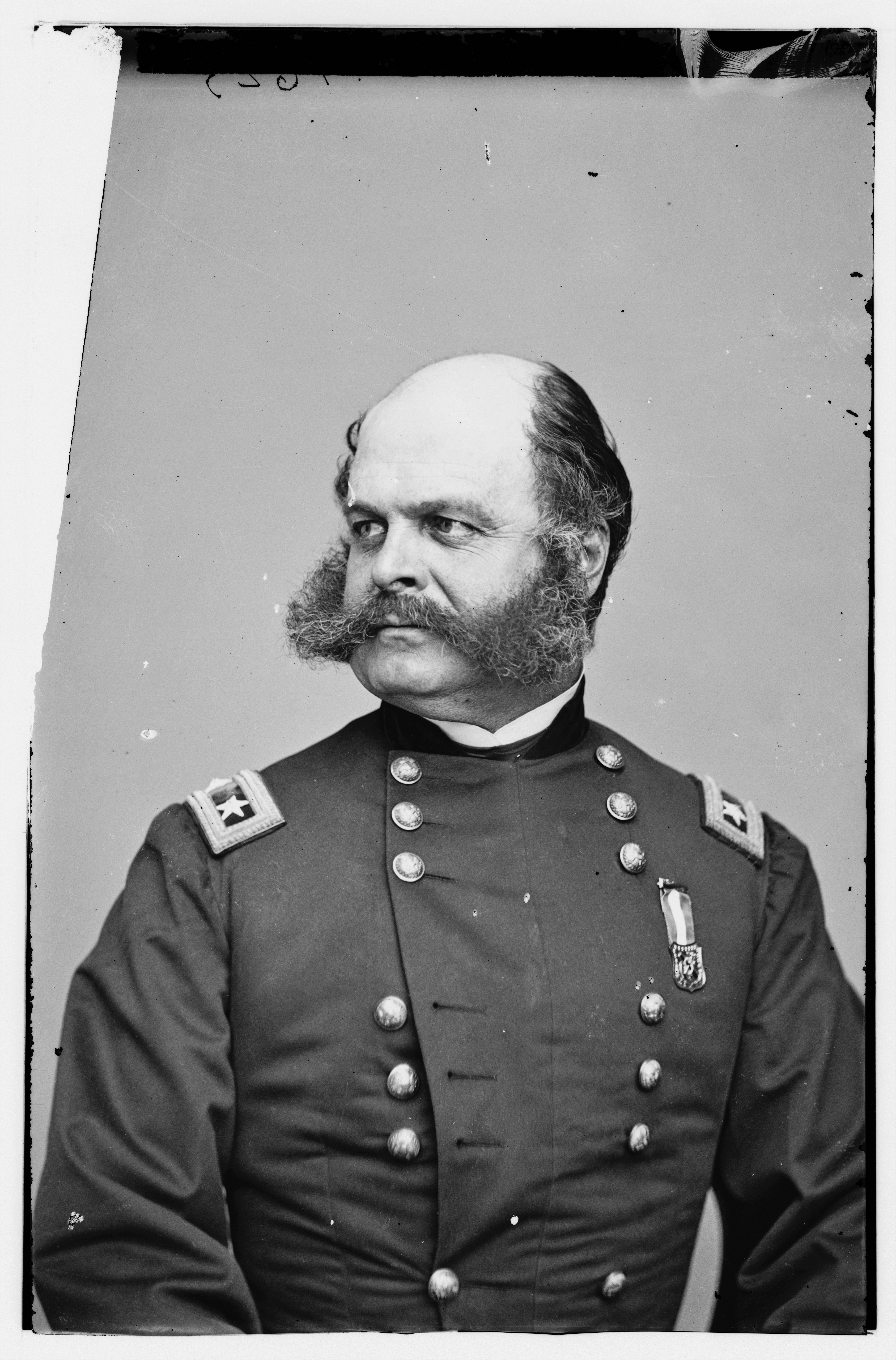
Ambrose Burnside, generale dell'Union Army del Rhode Island
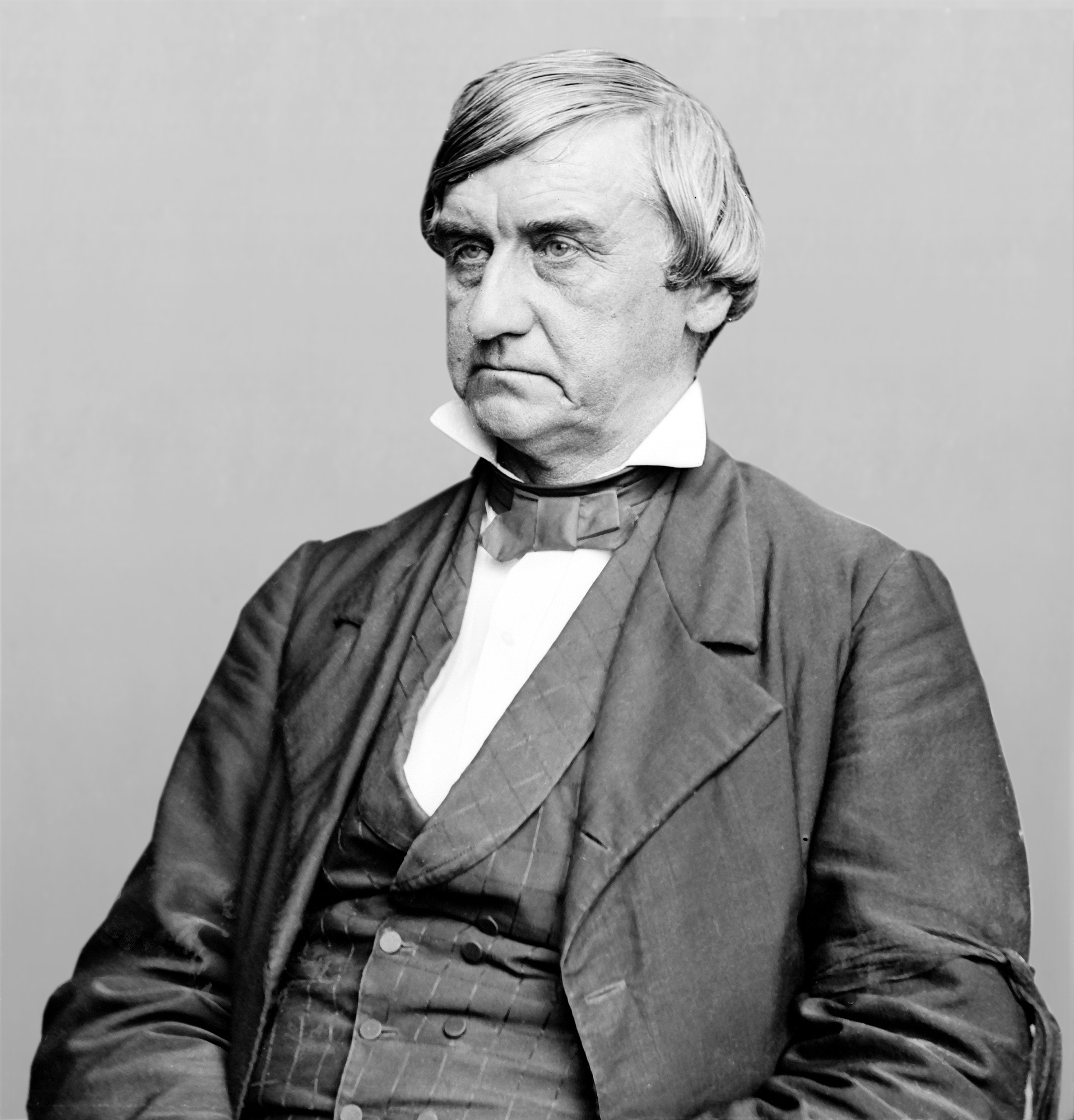
Joseph Holt del Kentucky
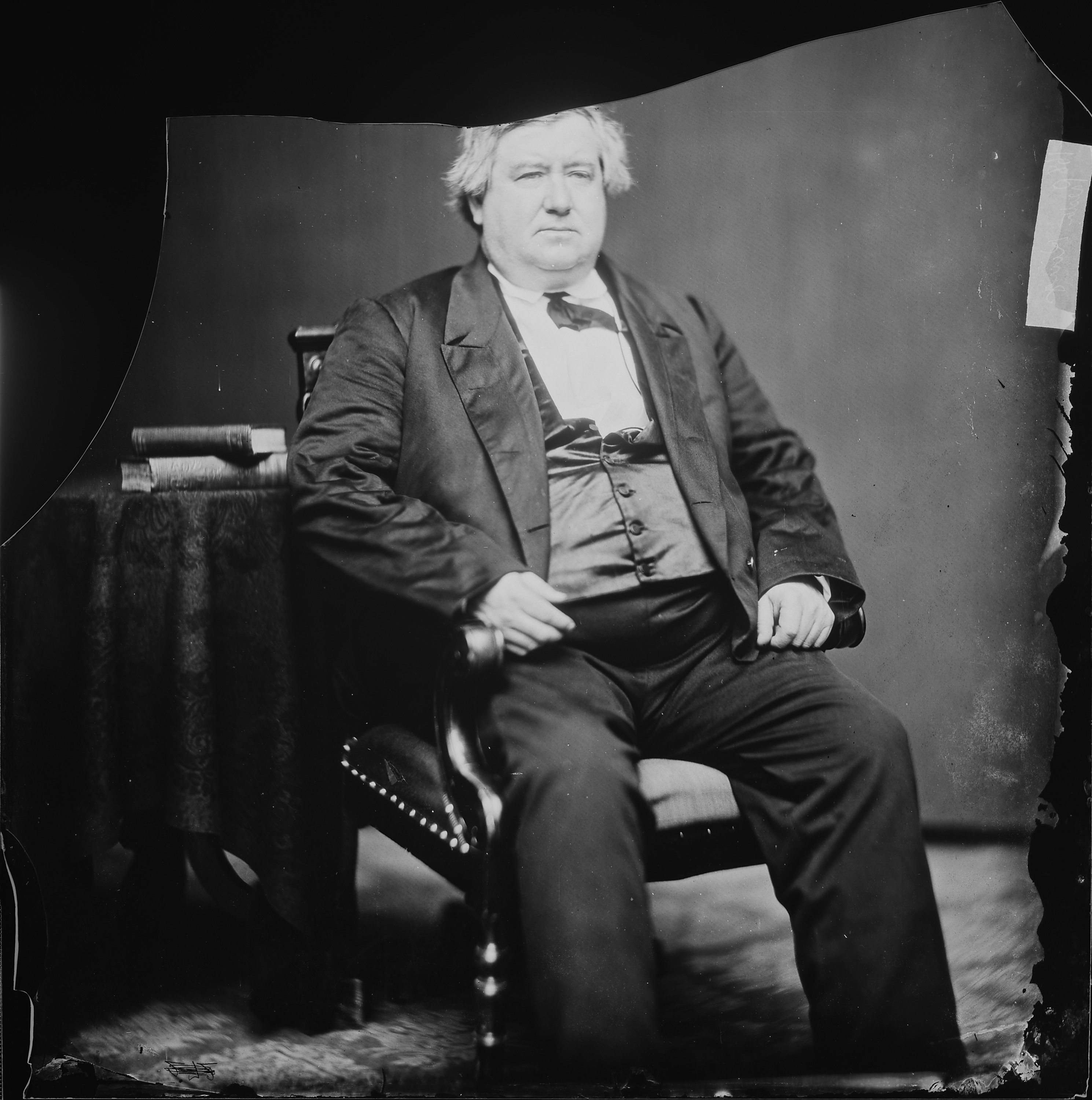
Preston King, ex senatore per lo Stato di New York
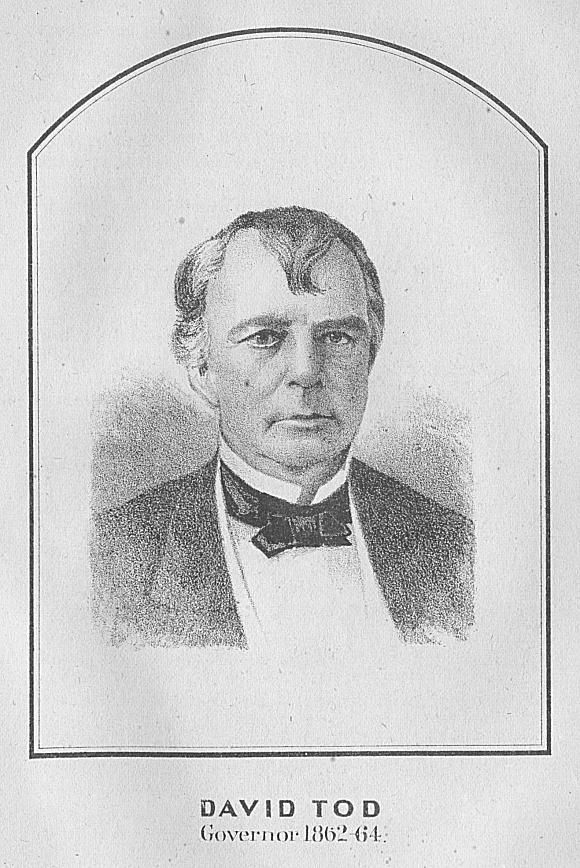
David Tod, ex governatore dell'Ohio
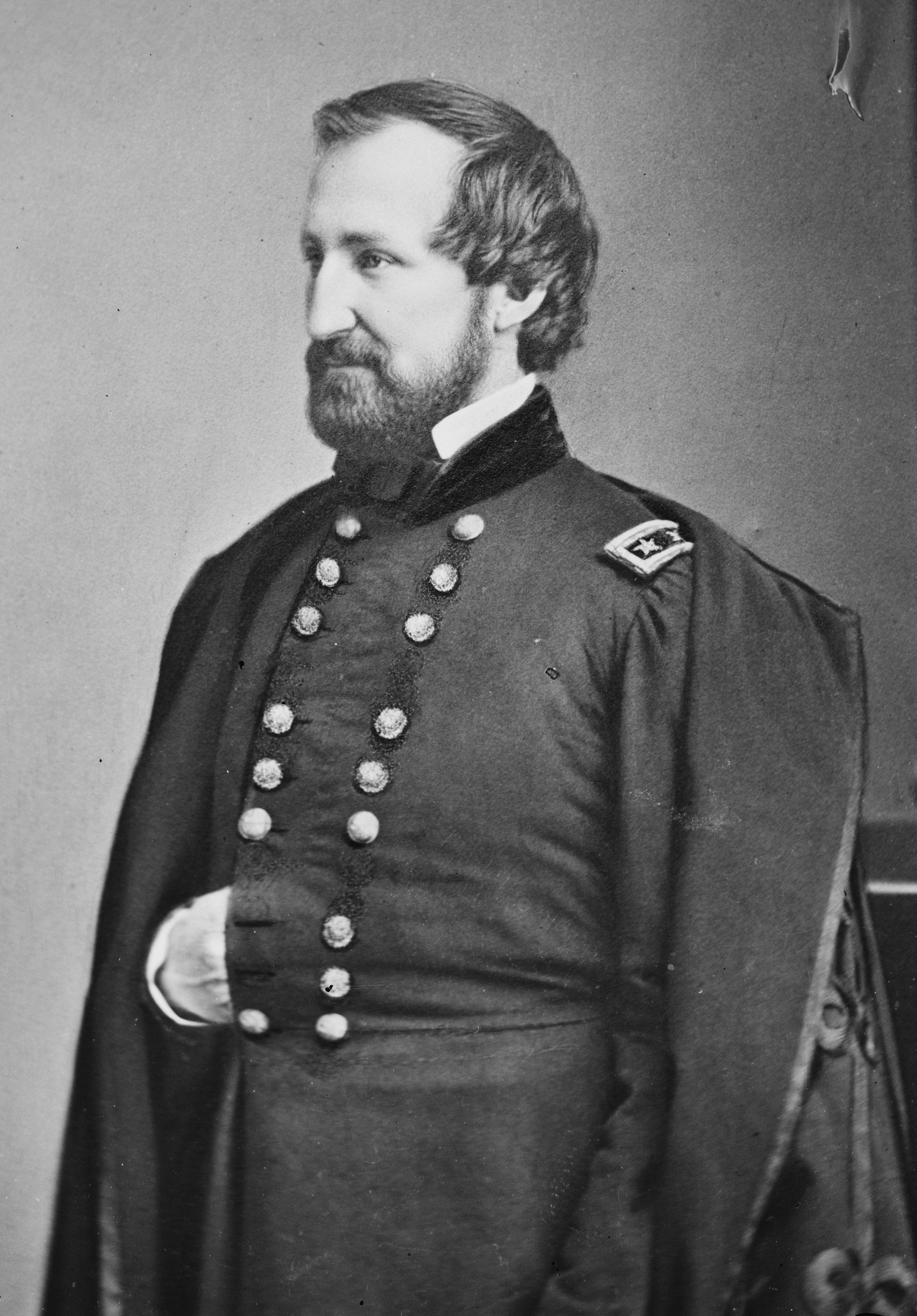
William Starke Rosecrans, generale della Contea di Delaware (Ohio)
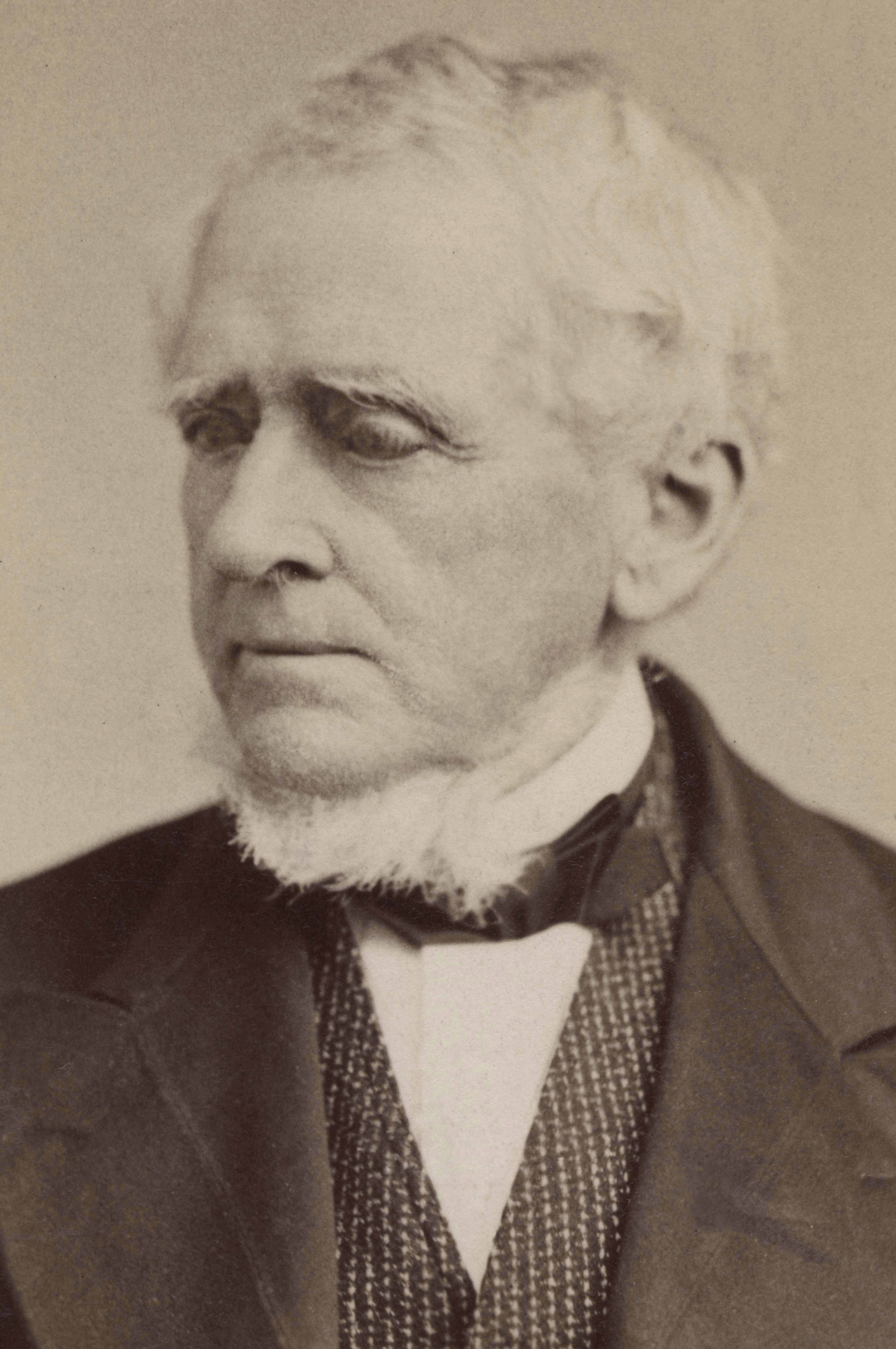
John Adams Dix, senatore per lo Stato di New York

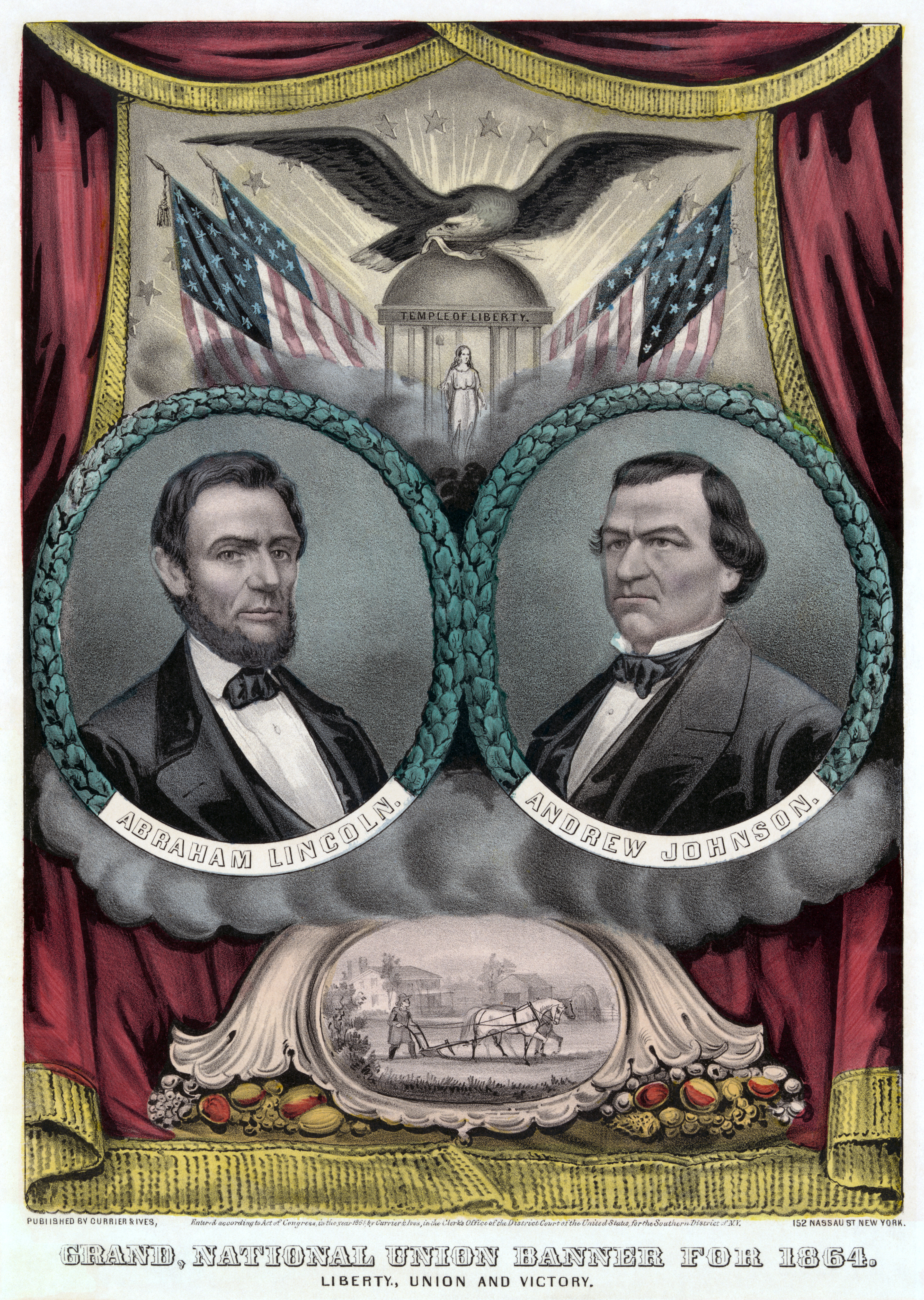
Manifesto elettorale di Lincoln e Johnson.

| Votazioni per la vicepresidenza |     |             |
| Votazione                       | 1°  | Ripetizione |
| A. Johnson                      | 200 | 492         |
| H. Hamlin                       | 150 | 9           |
| D. S. Dickinson                 | 108 | 17          |
| B. Butler                       | 28  | 0           |
| L. H. Rousseau                  | 21  | 0           |
| S. Colfax                       | 6   | 0           |
| A. Burnside                     | 2   | 0           |
| J. Holt                         | 2   | 0           |
| P. King                         | 1   | 0           |
| D. Tod                          | 1   | 1           |

| Candidati del National Union Party, 1864               |                                       |
| Abraham Lincoln                                        | Andrew Johnson                        |
| per Presidente                                         | per Vice Presidente                   |
|                                                        |                                       |
| 16º Presidente degli Stati Uniti d'America (1861-1865) | Governatore del Tennessee (1862-1865) |
|                                                        |                                       |

#### Radical Democracy Party
Mentre la guerra proseguiva, aspramente combattuta da entrambe le parti, le opinioni all'interno del Partito cominciarono a divergere. I senatori Charles Sumner e Henry Wilson del Massachusetts desideravano che i Repubblicani promuovessero emendamenti costituzionali che proibissero la schiavitù e al contempo garantissero l'eguaglianza razziale davanti alla legge. Inizialmente non tutti i repubblicani del Nord appoggiarono tali misure.
I leader democratici sperarono che gli avversari più radicali proponessero propri candidati separati. Il giornale New York World, particolarmente interessato a minare la compattezza del "National Union Party" pubblicò una serie di articoli in cui si avanzava l'ipotesi che questo partito ritardasse la convenzione nazionale fino alla fine dell'anno, per consentire a John Charles Frémont di raccogliere i delegati necessari alla nomina. I sostenitori di Frémont a New York giunsero a fondare un giornale intitolato New Nation il quale reclamava, tra le sue principali richieste, l'annullamento della convenzione del "National Union Party".

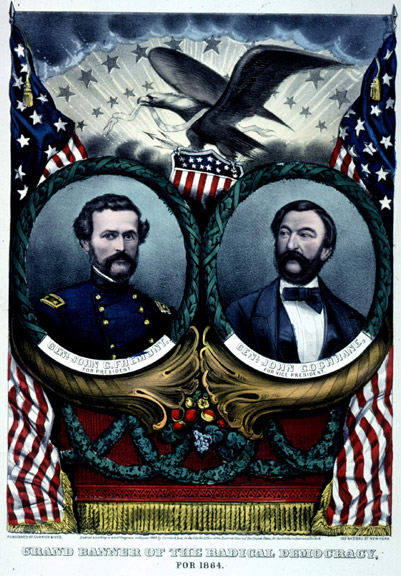
Manifesto elettorale di Frémont e Cochrane.

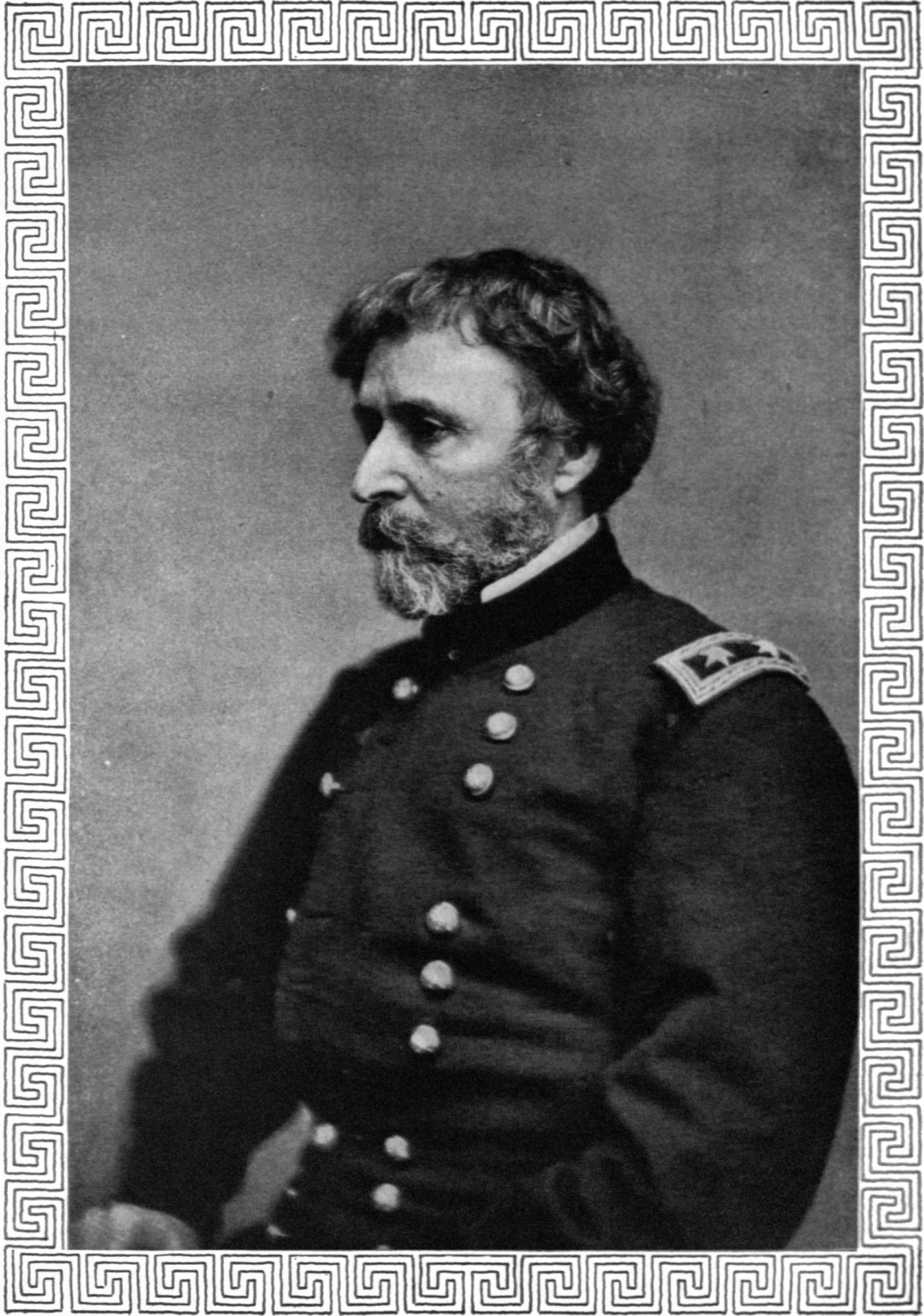
John C. Frémont, ex senatore della California (Ritirato il 22 settembre)
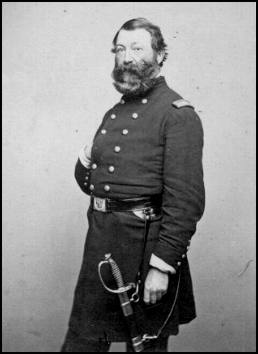
Generale John Cochrane di New York

La convenzione del "Radical Democracy" venne aperta nell'Ohio il 29 maggio. The New York Times riferì che la sala che gli organizzatori della convenzione avevano previsto di utilizzare era già stata prenotata da una troupe d'opera. Quasi tutti i delegati si impegnarono a sostenere Frémont, con l'eccezione della delegazione di New York, composta da "War Democrat" che sostenevano invece Grant. Nella stampa si riportarono diverse stime sul numero dei presenti; per il New York Times furono 156, ma altrove viene segnalato in 350 provenienti da 15 Stati e da Washington.
Un sostenitore di Grant fu nominato presidente dell'assemblea. Il programma politico fu approvato quasi senza alcuna discussione e una serie di risoluzioni che contestavano il procedimento vennero risolutamente bocciate. La nomina di Frémont fu accettata il 4 giugno; dichiarò che si sarebbe ritirato dalla campagna elettorale se la Convenzione del National Union Party avesse nominato qualcuno diverso da Lincoln. Gli fu affiancato John Cochrane.

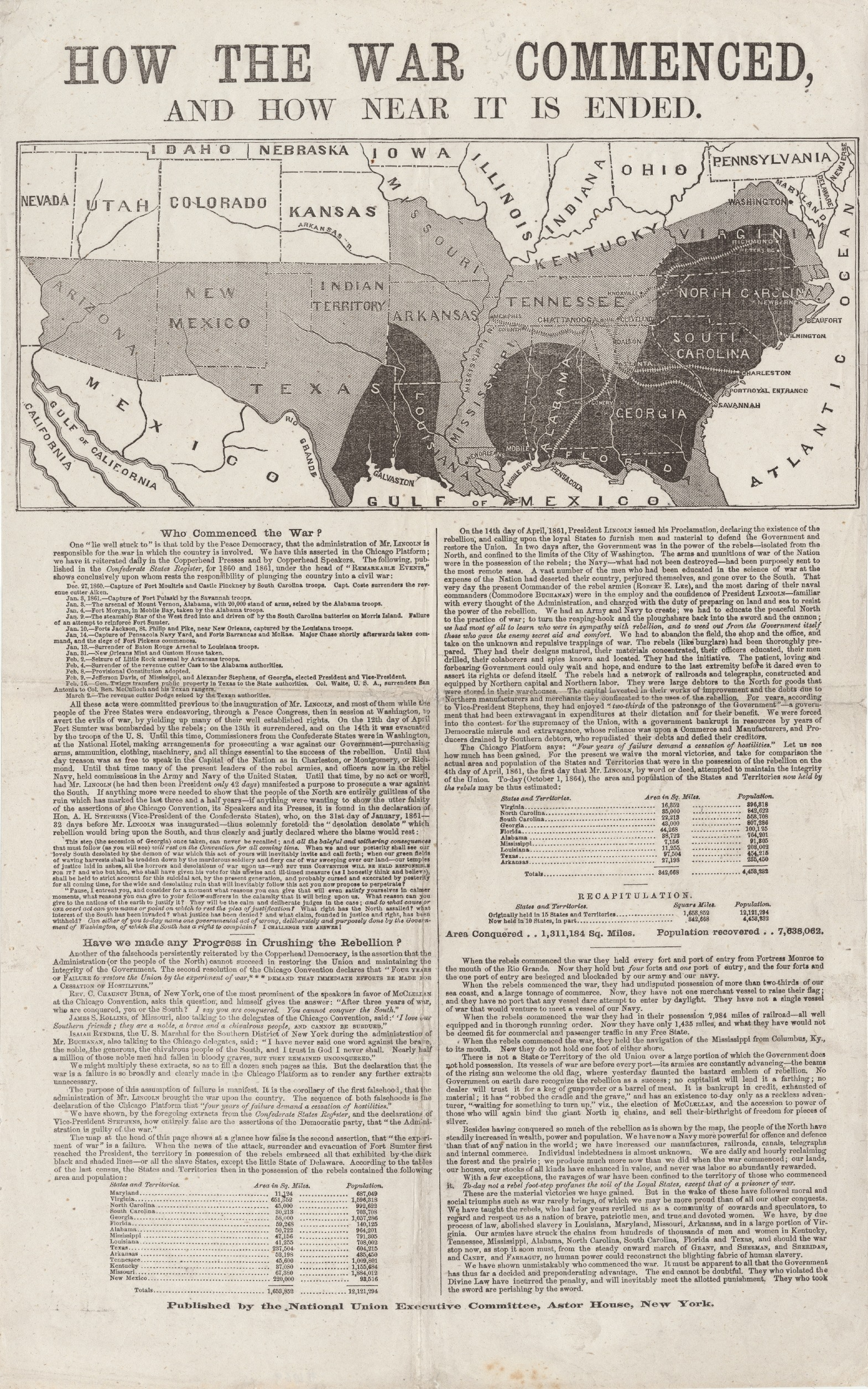
Come è iniziata la guerra e come essa è vicina pubblicato dal Comitato Esecutivo del "National Union".

#### Democratici
I candidati democratici furono inizialmente i seguenti:

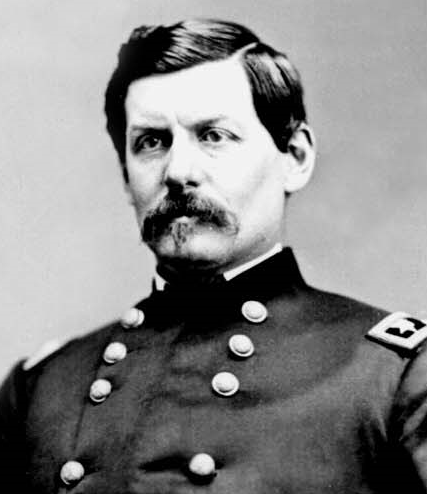
George B. McClellan, maggiore generale del New Jersey.
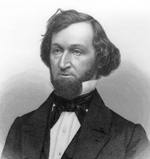
Thomas Hart Seymour, ex governatore del Connecticut.
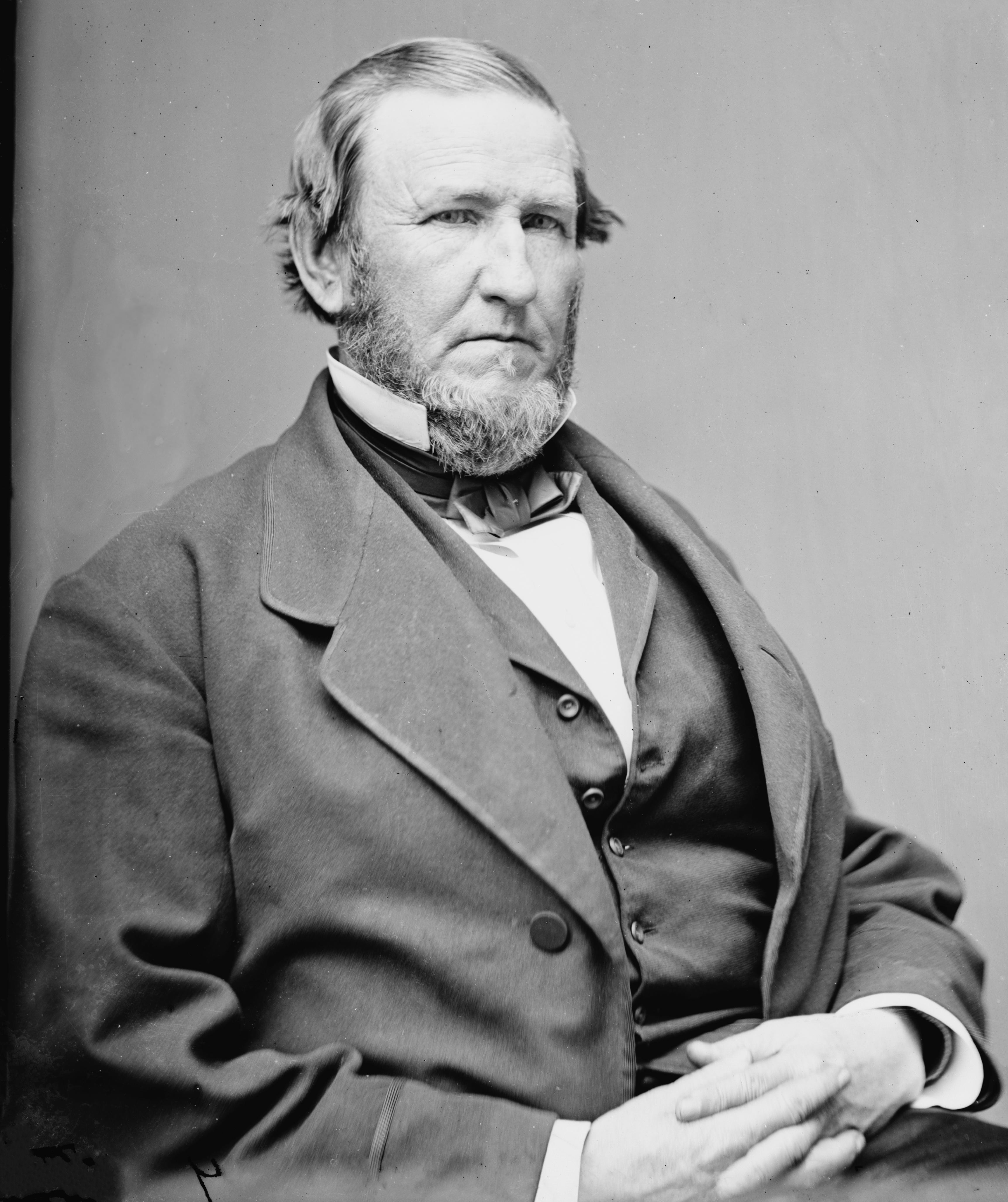
Lazarus Whitehead Powell, senatore del Kentucky (declina l'invito)
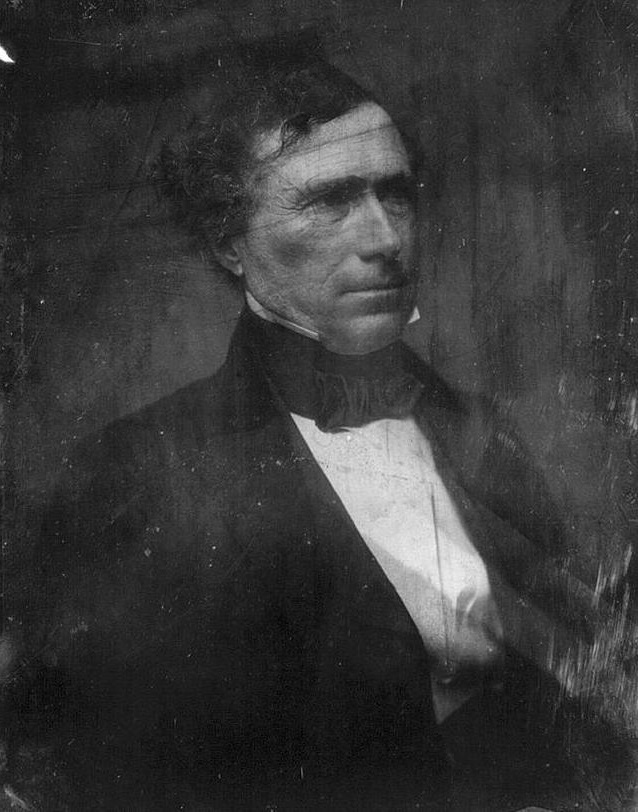
Franklin Pierce, ex presidente degli Stati Uniti d'America del New Hampshire (declina l'invito)
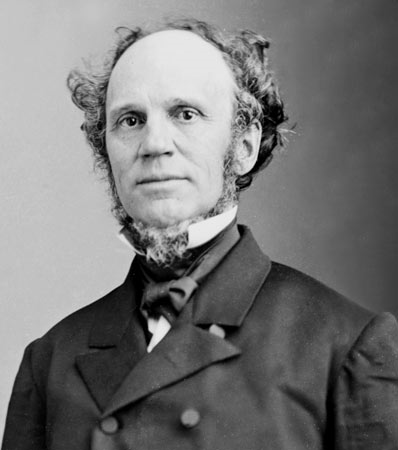
Horatio Seymour, governatore di New York (declina l'invito)

I democratici si divisero tra "War Democrat", favorevoli alla guerra contro i secessionisti, e i Copperheads contrari; quest'ultimo gruppo ulteriormente frammentato tra fazioni concorrenti. I cosiddetti "moderate peace democrats", che avevano fino allora sostenuto la guerra contro gli Stati Confederati d'America, come Horatio Seymour iniziarono a predicare la "saggezza derivante da una pace negoziata". Dopo la vittoria unionista alla battaglia di Gettysburg essi proposero l'avvio di trattative che avessero garantito il trionfo dell'Unione; credettero che questo fosse il miglior modo d'azione, poiché un armistizio avrebbe evitato la devastazione del Sud. I più radicali fautori della pace, come Thomas Hart Seymour, dichiararono apertamente che la guerra era stata un fallimento; erano a favore della cessazione immediata di ogni ostilità senza cercare la vittoria unionista.
Il generale George B. McClellan presentò subito la propria candidatura per la nomina. Anche gli amici di Horatio Seymour insistettero per proporre il suo nome alla convenzione che si sarebbe tenuta nell'anfiteatro di Chicago tra il 29 e il 31 agosto. Tuttavia, il giorno prima dell'apertura dei lavori Seymour annunciò che non si sarebbe candidato. Anche altri candidati vennero proposti prima di essere ritirati. Lazarus W. Powell fu proposto dalla delegazione del Delaware, ma questi chiese che il proprio nome venisse depennato dal momento che credeva che il candidato dovesse venire da uno degli Stati non schiavisti. Tra uno scroscio di applausi una parte della delegazione del Kentucky pose sul banco il nome dell'ex presidente Franklin Pierce; la sua candidatura fu ritirata quando un delegato disse di aver ricevuto istruzioni scritte e verbali da parte di Pierce sul fatto che non voleva essere candidato.
Dato che all'interno del Partito vi erano divisioni sulla guerra e sulla pace, i democratici cercarono di eleggere un candidato forte che avesse la capacità di unificare le posizioni; il compromesso fu quello di nominare George McClellan (avrebbe dovuto accontentare i fautori della guerra) e George H. Pendleton, rappresentante di spicco del pacifismo. Il primo, un "War Democrat", venne scelto per imporsi sul "Copperhead" Thomas H. Seymour. Pendleton, molto vicino al pacifista Clement Vallandigham, contribuì a bilanciare il "ticket" dato che era conosciuto per essersi fermamente opposto al conflitto.
| Votazione per la presidenza |     |             |           |
| Votazione                   | 1°  | Ripetizione | Unanimità |
| G. B. McClellan             | 174 | 202         | 226       |
| T. H. Seymour               | 38  | 24          |           |
| Horatio Seymour             | 12  | 0           |           |
| Charles O'Conor             | 1   | 0           |           |
| Schede bianche              | 1   | 0           |           |

La convenzione adottò un programma politico improntato sulla pace; il candidato alla presidenza cercò di sostenere la prosecuzione della guerra e il ripristino dell'unità nazionale con una propria relazione, ma il documento finale ufficiale, scritto in larga misura da Vallandigham, rifiutava questa posizione.

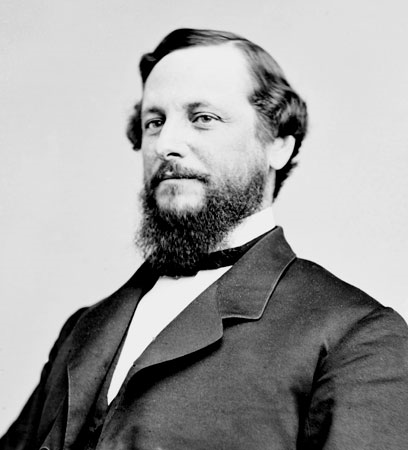
George Hunt Pendleton, deputato dell'Ohio alla Camera dei rappresentanti.
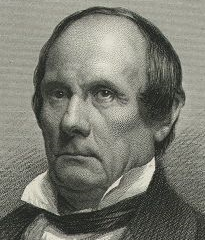
James Guthrie del Kentucky, ex Segretario al tesoro (ritiratosi)
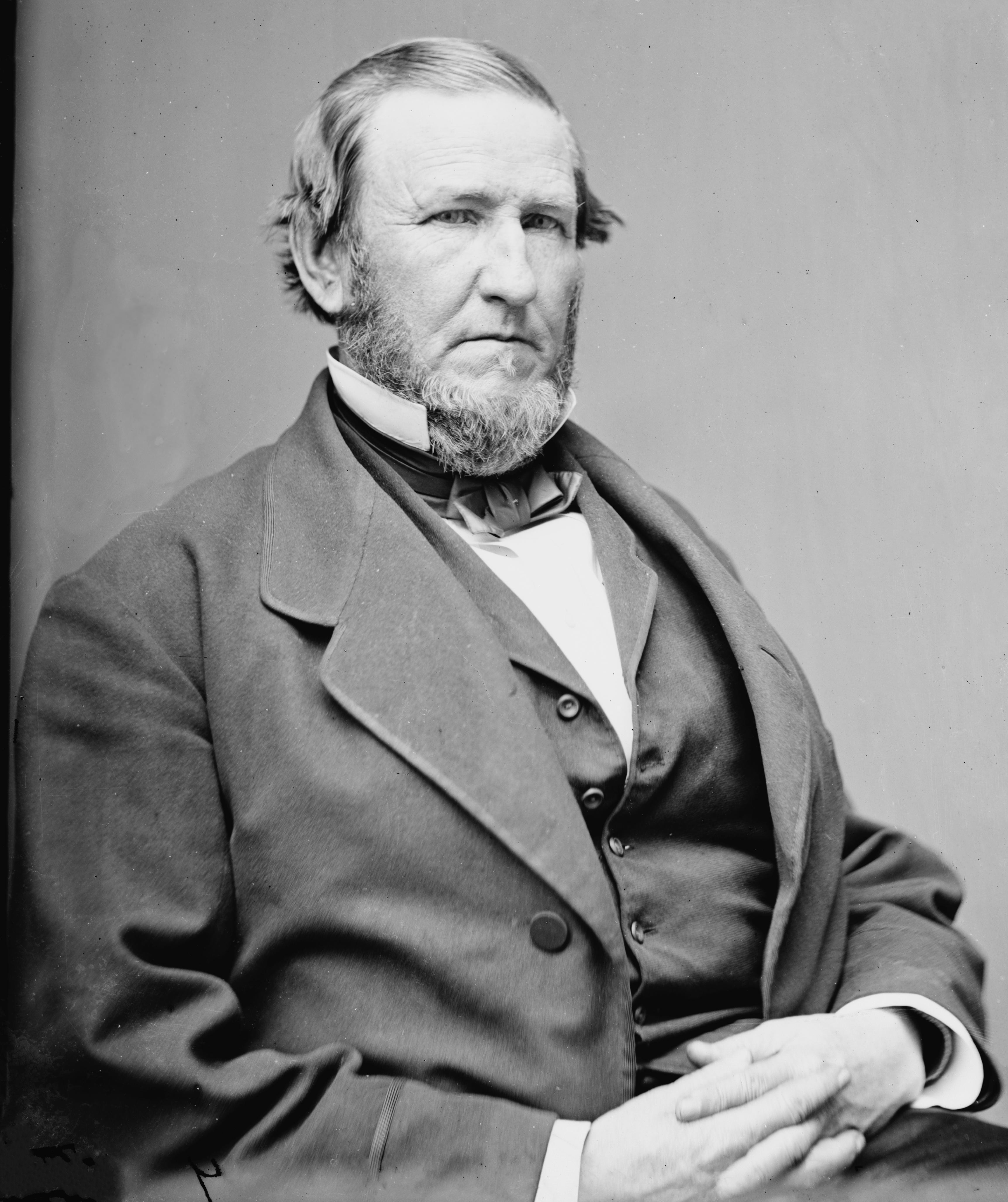
Lazarus W, Powell (ritiratosi)
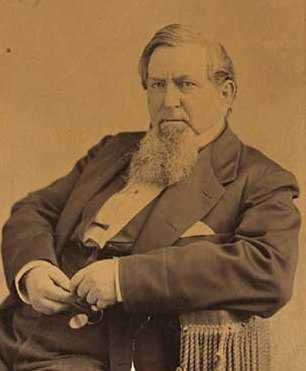
George Washington Cass, presidente della "Pittsburgh, Fort Wayne and Chicago Railway" della Pennsylvania.
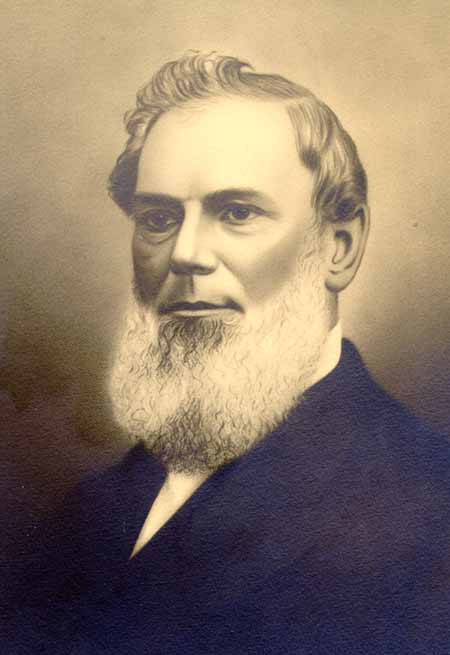
John Dean Caton, giudice della Corte suprema dell'Illinois (ritiratosi)
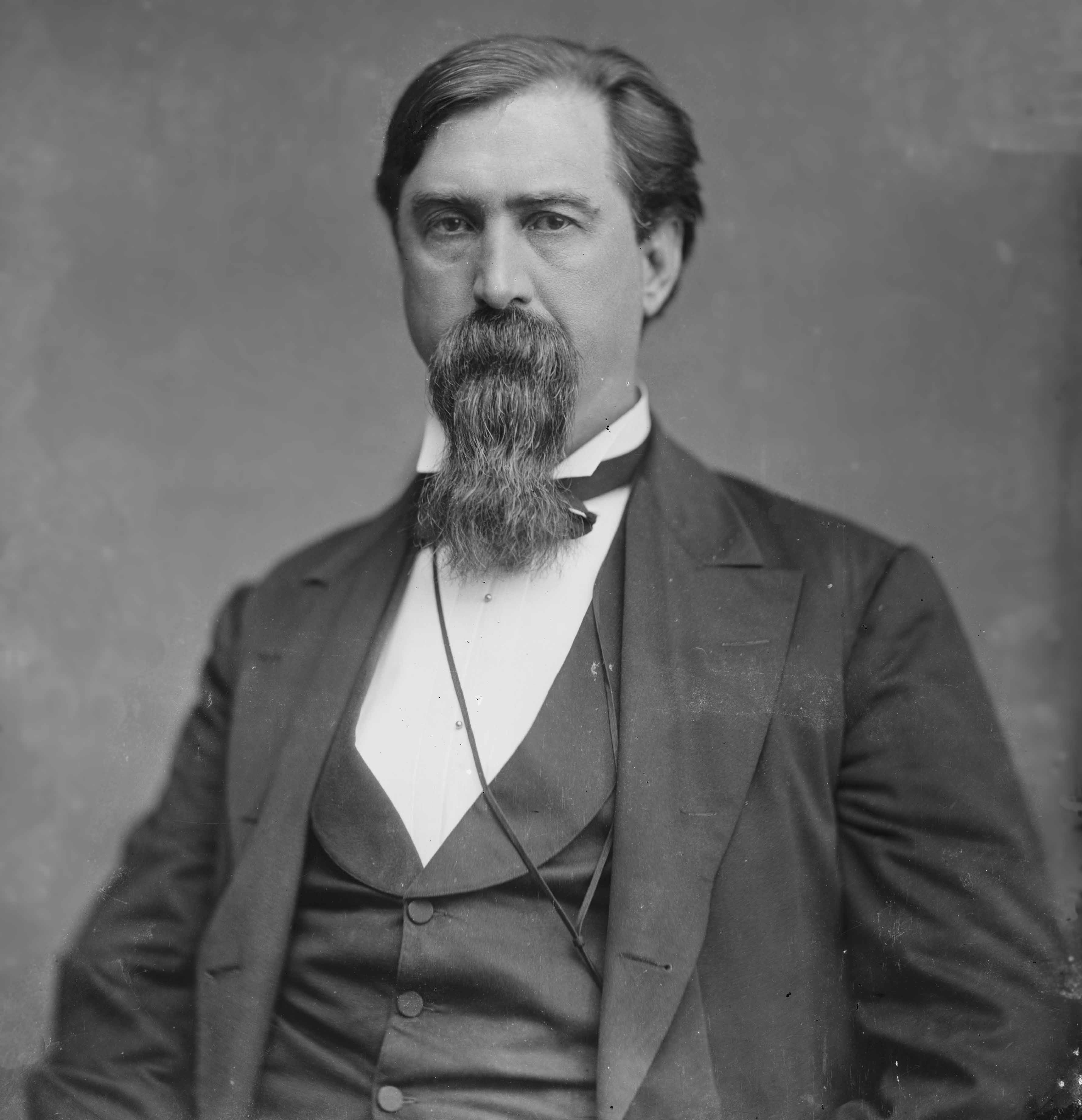
Daniel Wolsey Voorhees, deputato alla Camera dei rappresentanti per l'Indiana.
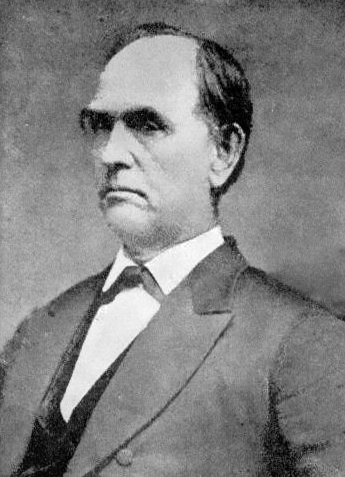
Augustus Caesar Dodge, ex senatore dell'Iowa.
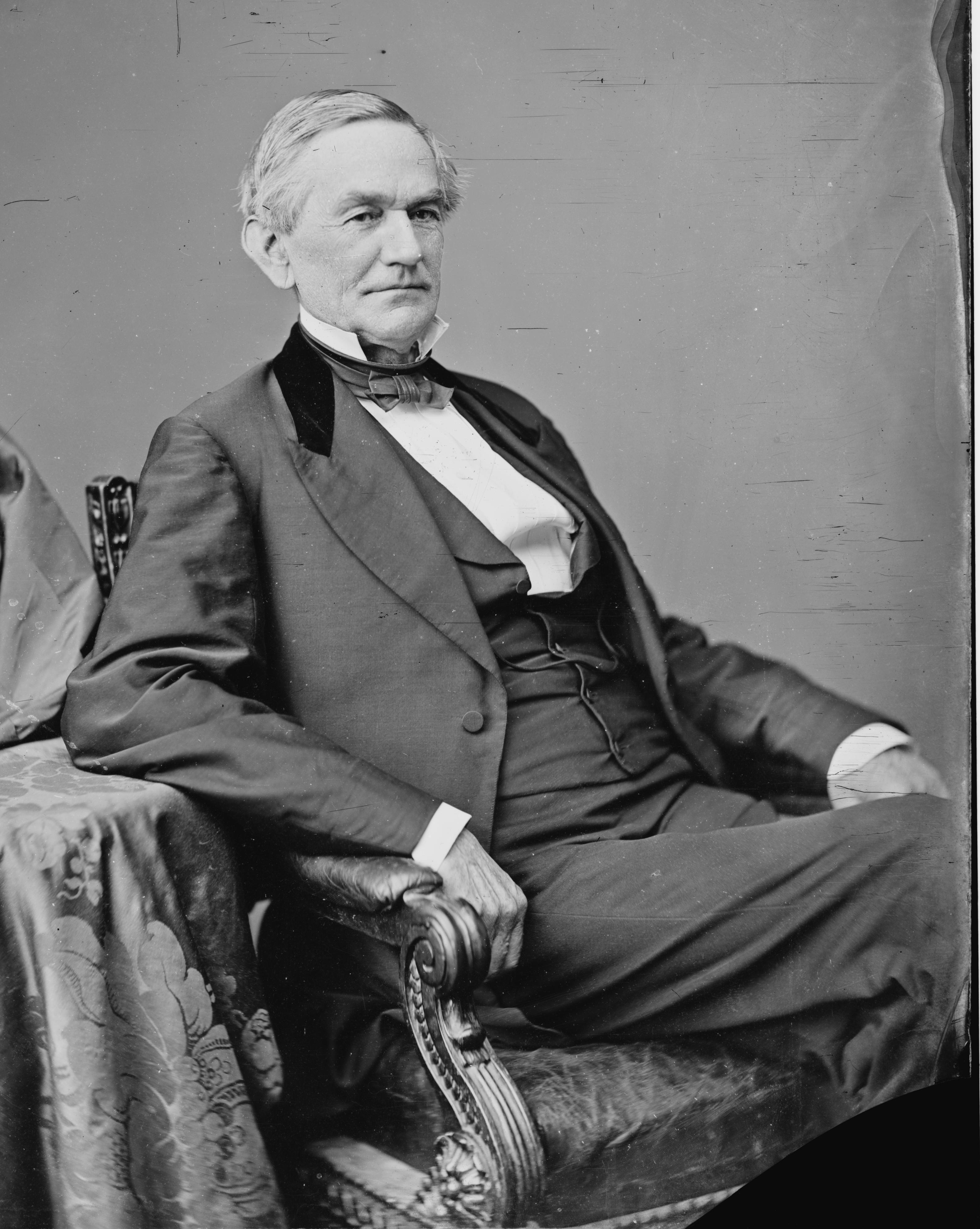
John Smith Phelps, deputato alla Camera dei rappresentanti per il Missouri (ritiratosi).

| Votazioni per la vicepresidenza |    |             |           |
|                                 | 1° | Ripetizione | Risultati |
| G. H. Pendleton                 | 55 | 124         | 226       |
| J. Guthrie                      | 65 | 27          | 0         |
| L. W. Powell                    | 33 | 26          | 0         |
| G. W. Cass                      | 26 | 26          | 0         |
| John Dean Caton                 | 16 | 0           | 0         |
| D. W. Voorhees                  | 13 | 13          | 0         |
| A. C. Dodge                     | 9  | 9           | 0         |
| J. S. Phelps                    | 8  | 0           | 0         |
| Astenuti                        | 1  | 1           | 0         |

| Candidati del Partito Democratico, 1864                        |                                                               |
| George B. McClellan                                            | George H. Pendleton                                           |
| per Presidente                                                 | per Vice Presidente                                           |
|                                                                |                                                               |
| 4th Comandante generale dell'esercito statunitense (1861-1862) | Deputato alla Camera dei rappresentanti per l'Ohio(1857–1865) |

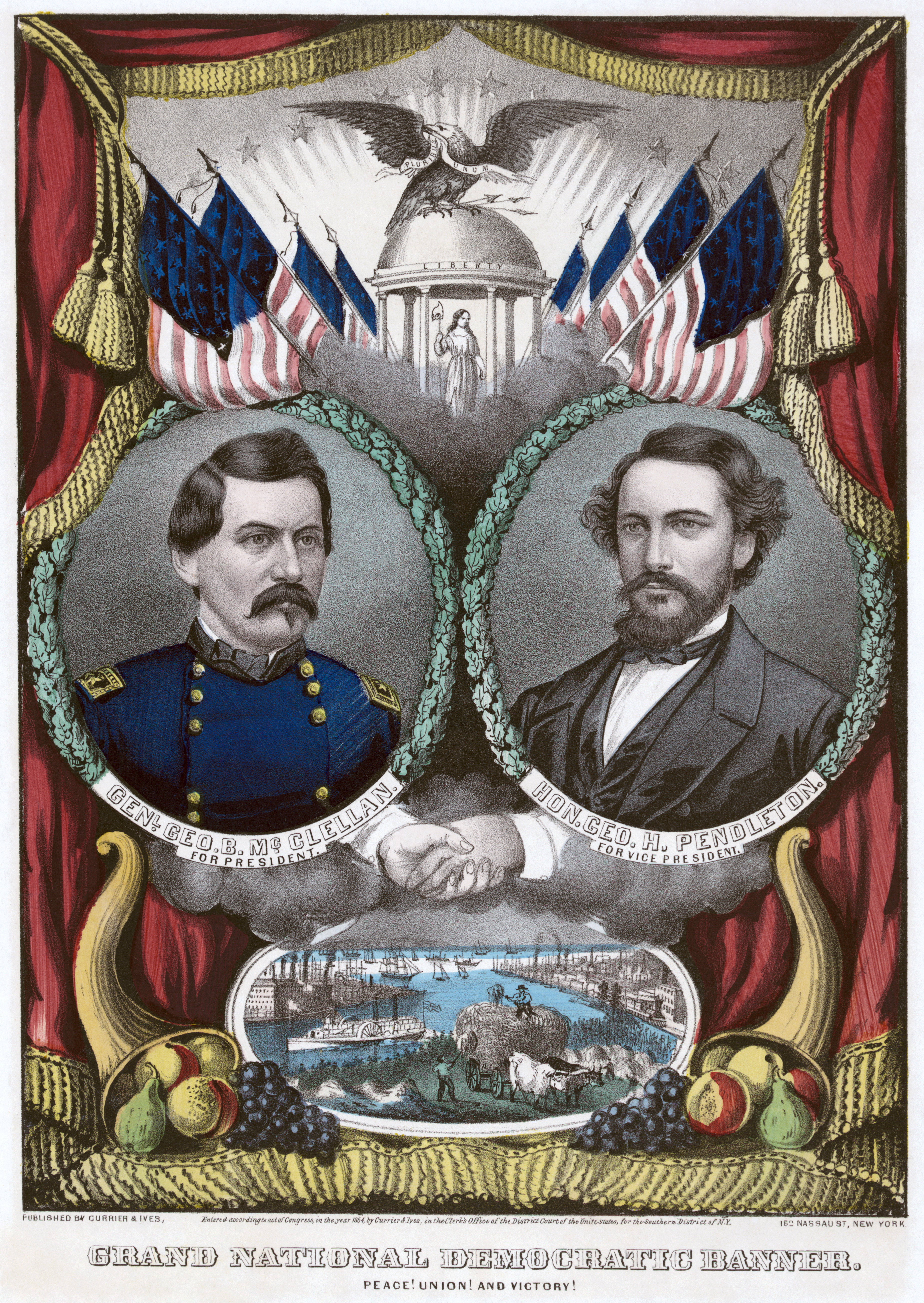
Manifesto elettorale di McClellan e Pendleton.

McClellan, 37 anni al momento della convention e Pendleton, 39 anni, sono i due candidati di un partito maggiore con la più bassa età di tutti i tempi.

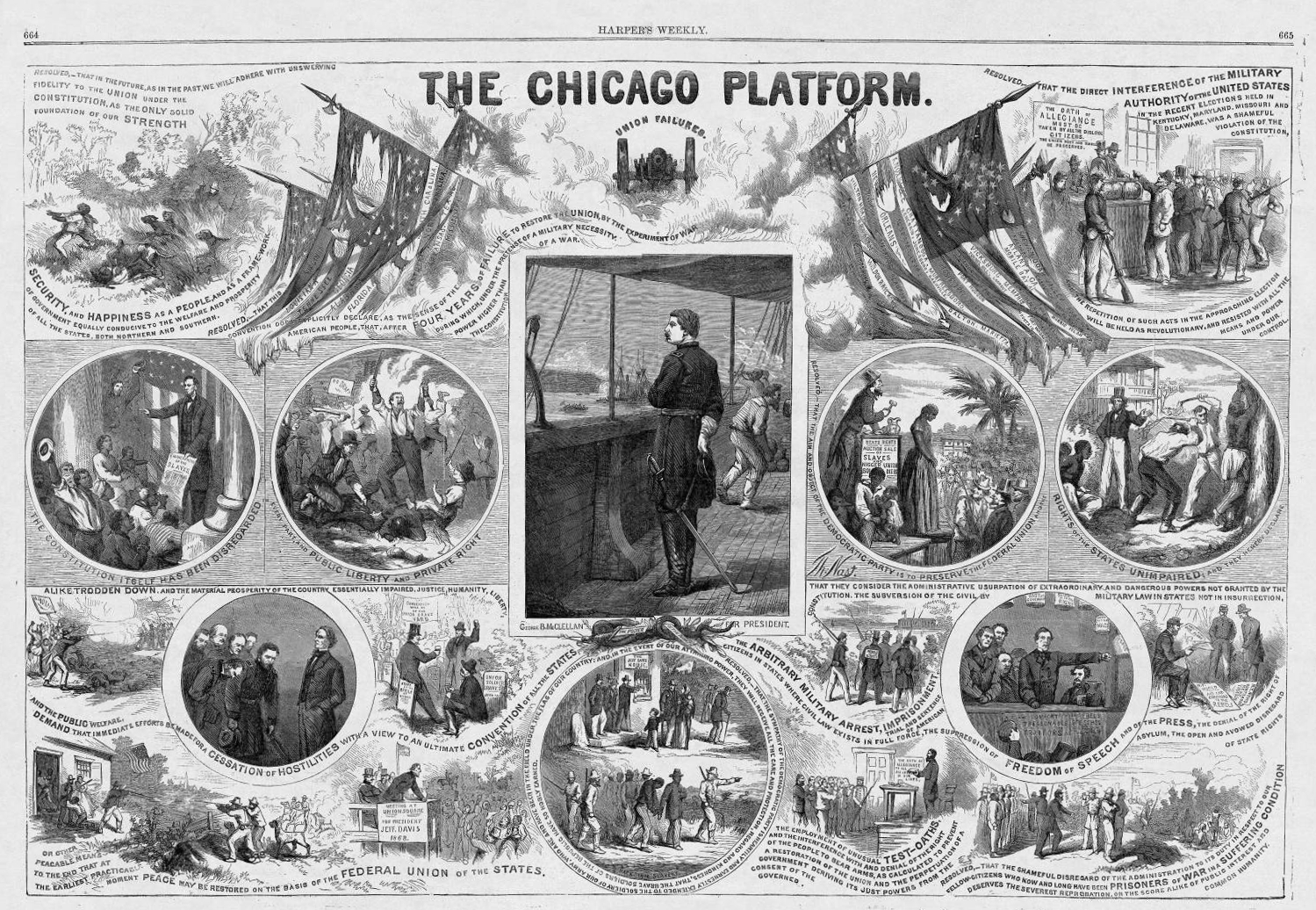
Manifesto anti-McClellan di Harper's Weekly disegnato da Thomas Nast: mostra i rivoltosi sudisti che aggrediscono i bambini, i cacciatori di schiavi che inseguono gli schiavi in fuga e una donna in vendita ad un'asta di schiavi.

### Campagna elettorale
Le elezioni si svolsero con una guerra in corso, non accadeva dalle elezioni del 1812 (allora fu la guerra anglo-americana).
Per gran parte dell'anno lo stesso presidente in carica credette di avere ben poche probabilità di essere rieletto. Le forze degli Stati Confederati d'America ebbero una serie di vittorie nella battaglia di Mansfield (8 aprile), nella battaglia di Cold Harbor (31 maggio-12 giugno) e nella battaglia del cratere (30 luglio); inoltre il conflitto fratricida continuò a richiedere un elevato contributo in termini di vite umane. La prospettiva di una lunga e sempre più sanguinosa guerra interna iniziava a rendere desiderabile l'idea di una "pace a tutti i costi", proprio così come richiedevano i Copperheads.

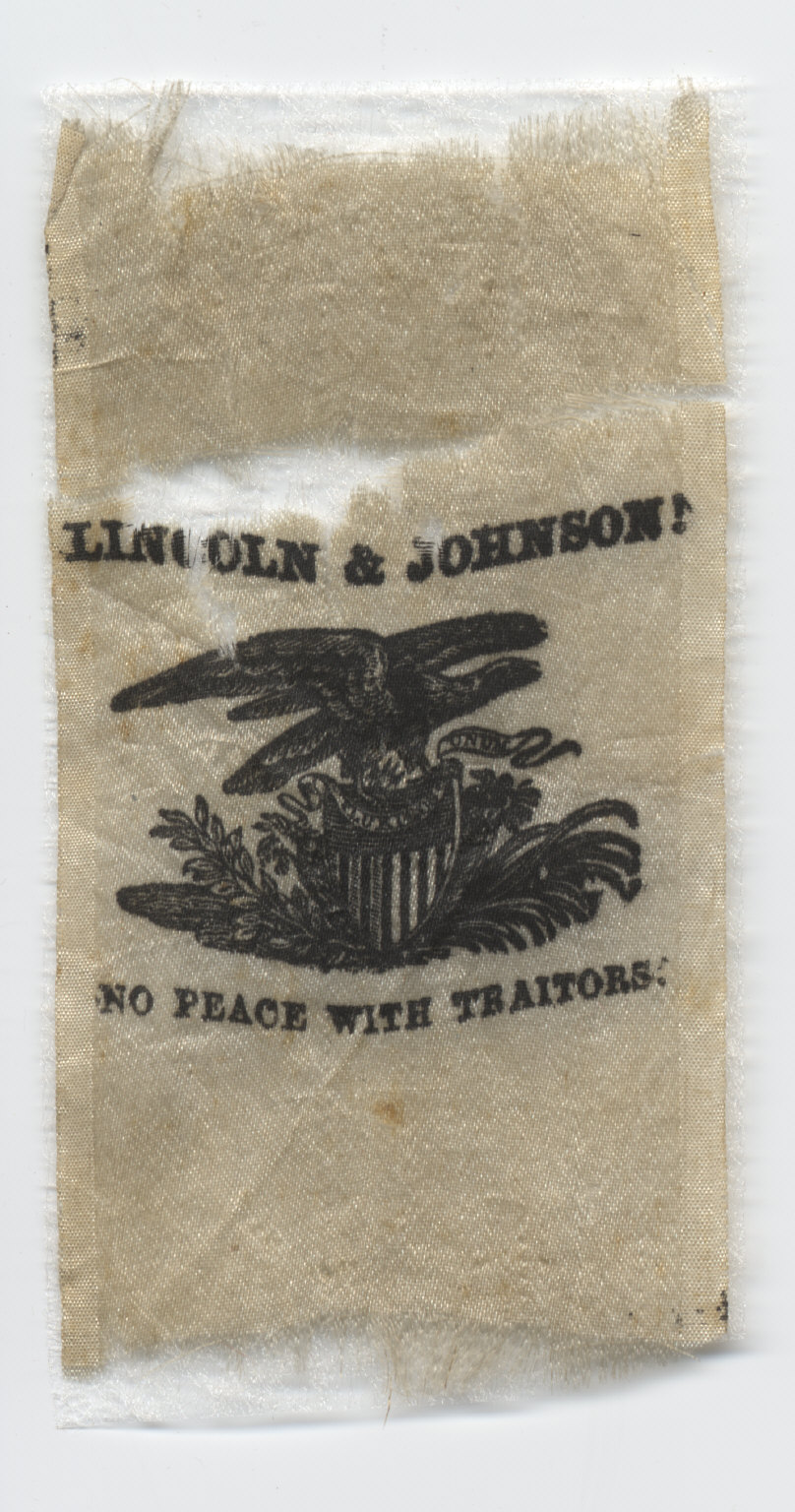
Manifesto elettorale repubblicano: "nessuna pace con i traditori".

A causa di questa atmosfera, il generale McClellan venne quasi subito considerato molto favorito. Lincoln inoltre era messo in difficoltà dalla scissione di Frémont, che aveva iniziato una buona campagna elettorale.
Tuttavia diversi eventi politico-militari resero invece inevitabile la riconferma di Lincoln; in primo luogo i democratici dovettero affrontare i gravi dissidi interni scaturiti alla Convention nazionale del loro partito, tra fautori convinti della continuazione della guerra e pacifisti. I compromessi politici ottenuti risultarono contraddittori e gli sforzi di McClellan sembrarono incoerenti.
In secondo luogo la Convention democratica influenzò la campagna di Frémont. Questi rimase talmente sconvolto dal programma politico avversario, che descrisse come "unione con la schiavitù"; dopo tre settimane di discussioni col proprio vice Cochrane e i suoi sostenitori, si ritirò dalla gara a settembre. Nella sua dichiarazione esplicativa Frémont affermò che la vittoria della guerra civile era troppo importante per dividere il voto repubblicano; anche se continuava ad essere convinto che Lincoln non avesse avuto abbastanza "grinta ed energia guerresca", la sconfitta di McClellan diventava a quel punto la più urgente necessità. Il generale Cochrane, un "War Democrat", fu pienamente in sintonia col proprio superiore e con il ritiro. Frémont trattò con Lincoln un accordo che previde la rimozione del "ministro delle Poste" (Postmaster general) Montgomery Blair; a quel punto le probabilità di vittoria democratica si ridussero.
Infine con la campagna di Atlanta (caduta il 2 settembre) non vi fu più alcun dubbio sul fatto che il successo militare dell'Unione fosse oramai a portata di mano. Alla fine il National Union Party mobilitò l'intero apparato repubblicano oltre a quello degli "War Democrat" sotto un unico slogan: "non cambiare i cavalli nel bel mezzo di un torrente". Il partito fu galvanizzato quando il presidente cominciò a fare dell'emancipazione degli schiavi l'argomento centrale dei propri discorsi; negli Stati i Repubblicani denunciavano la perfidia dei pacifisti Copperheads.

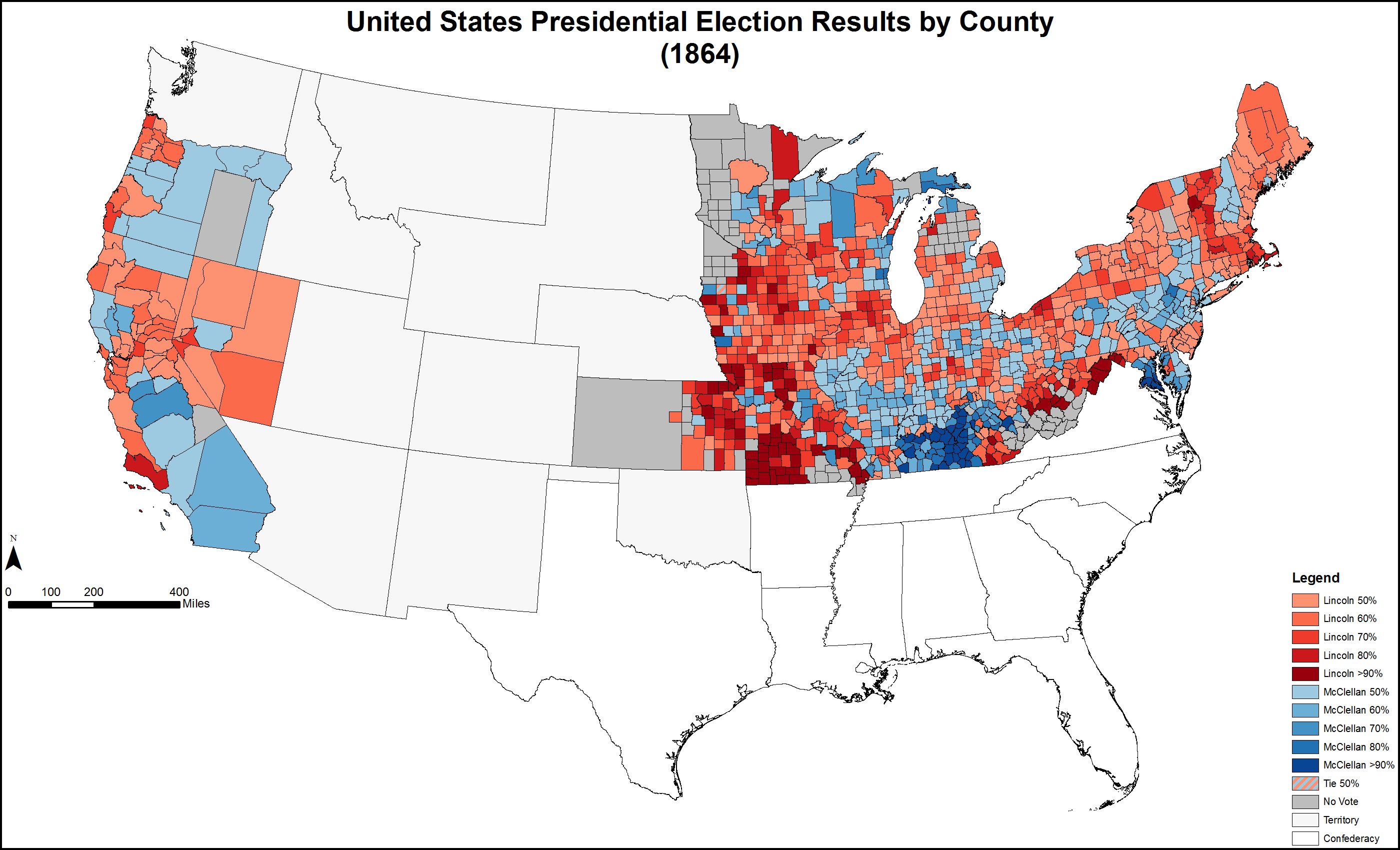
Risultati per contea indicanti la percentuale del candidato vincente in ognuna di esse. Le tonalità di rosso sono per Lincoln (National Union), mentre le sfumature di blu sono per McClellan (Democratico).

### Esito
Poiché undici Stati del Sud avevano dichiarato la secessione dall'Unione e si erano costituiti negli Stati Confederati d'America solo 25 Stati parteciparono a questa tornata elettorale; tre nuovi Stati per la prima volta: Kansas, Virginia Occidentale e Nevada. Le parti riconquistate della Louisiana e del Tennessee scelsero i propri Grandi elettori, anche se il Congresso degli Stati Uniti d'America alla fine non conteggiò i loro voti.
McClellan vinse in tre stati: Kentucky, Delaware e il suo Stato di origine, il New Jersey. Lincoln vinse in ogni Stato che lo aveva già prescelto nelle elezioni del 1860 tranne il New Jersey e riuscì ad ottenere uno Stato vinto quattro anni prima da Stephen Douglas (il Missouri), uno conquistato da John C. Breckinridge (il Maryland) e tutti e tre gli Stati di recente ammissione. Complessivamente per Lincoln si contarono 212 voti elettorali, più che sufficienti per vincere la presidenza anche se tutti gli Stati ribelli avessero partecipato.
Lincoln risultò molto apprezzato dai soldati i quali lo raccomandarono alle loro famiglie e conoscenti. In sette Stati fu permesso ai soldati di votare: California, Kansas, Kentucky, Maine, Michigan, Rhode Island e Wisconsin. Tra i 40.247 voti espressi dall'Union Army, Lincoln ricevette 30.503 preferenze (il 75,8%) e McClellan 9.201 (il 22,9%), mentre i restanti (543 voti) si dispersero (1,3%). Solo i soldati del Kentucky diedero a McClellan la maggioranza dei loro voti e condussero la votazione con 2.823 preferenze (il 70,3%) a fronte dei 1.194 (il 29,7%) dati al presidente.
Delle 1.129 contee che fecero ritorno nell'Unione, Lincoln se ne aggiudicò 728 (il 64,5%), mentre McClellan ne conquistò 400 (il 35,4%). Una contea (lo 0,1%) in Iowa vide un pareggio tra i due.
Questa fu l'ultima elezione in cui i repubblicani vinsero in Maryland fino al 1896.

## Risultati
| Candidati                             | Candidati                    | Partiti                                     | Voti      | %     | Delegati |
| Presidente                            | Vicepresidente               | Partiti                                     | Voti      | %     | Delegati |
| ------------------------------------- | ---------------------------- | ------------------------------------------- | --------- | ----- | -------- |
| Abraham Lincoln (Illinois)            | Andrew Johnson (Tennessee)   | Partito Repubblicano (National Union Party) | 2 218 388 | 55,02 | 212      |
| George Brinton McClellan (New Jersey) | George Hunt Pendleton (Ohio) | Partito Democratico                         | 1 812 807 | 44,96 | 21       |
| Altri candidati                       | -                            | -                                           | 658       | 0,02  | –        |
| Totale                                | Totale                       | Totale                                      | 4 031 887 | 100   | 233      |

- Fonti: voto popolare: Atlante delle Elezioni Presidenziali degli Stati Uniti, di Dave Leip; voto del collegio elettorale: Archivio nazionale degli Stati Uniti.

## Risultati per Stato
Fonte: Walter Dean Burnham.
| Stati vinti da Lincoln/Johnson     |                 |                                               |                                               |                                               |                                   |                                   |                                   |              |                 |  |  |  |  |  |
| Stati vinti da McClellan/Pendleton |                 |                                               |                                               |                                               |                                   |                                   |                                   |              |                 |  |  |  |  |  |
|                                    |                 | Abraham Lincoln (Repubblicani-National Union) | Abraham Lincoln (Repubblicani-National Union) | Abraham Lincoln (Repubblicani-National Union) | George B. McClellan (Democratici) | George B. McClellan (Democratici) | George B. McClellan (Democratici) | Totale Stati | Totale Stati    |  |  |  |  |  |
| Stato federato                     | Voti elettorali | #                                             | %                                             | Voti elettorali                               | #                                 | %                                 | Voti elettorali                   | #            |                 |  |  |  |  |  |
| Alabama                            | 0               | secessionista                                 | 0                                             | -                                             | -                                 | 0                                 | -                                 | -            | 0               |  |  |  |  |  |
| Arkansas                           | 0               | secessionista                                 | 0                                             | -                                             | -                                 | 0                                 | -                                 | -            | 0               |  |  |  |  |  |
| California                         | 5               | 62.053                                        | 58,6                                          | 5                                             | 43.837                            | 41,4                              | –                                 | 105.890      | 100             |  |  |  |  |  |
| Carolina del Nord                  | 0               | secessionista                                 | 0                                             | -                                             | -                                 | 0                                 | -                                 | -            | 0               |  |  |  |  |  |
| Carolina del Sud                   | 0               | secessionista                                 | 0                                             | -                                             | -                                 | 0                                 | -                                 | -            | 0               |  |  |  |  |  |
| Connecticut                        | 6               | 44.673                                        | 51,4                                          | 6                                             | 42.285                            | 48,6                              | –                                 | 86.958       | 100             |  |  |  |  |  |
| Delaware                           | 3               | 8.155                                         | 48,2                                          | –                                             | 8.767                             | 51,8                              | 3                                 | 16.922       | 100             |  |  |  |  |  |
| Florida                            | 0               | secessionista                                 | 0                                             | -                                             | -                                 | 0                                 | -                                 | -            | 0               |  |  |  |  |  |
| Georgia                            | 0               | secessionista                                 | 0                                             | -                                             | -                                 | 0                                 | -                                 | -            | 0               |  |  |  |  |  |
| Illinois                           | 16              | 189.512                                       | 54,4                                          | 16                                            | 158.724                           | 45,6                              | –                                 | 348.236      | 100             |  |  |  |  |  |
| Indiana                            | 13              | 149.887                                       | 53,5                                          | 13                                            | 130.230                           | 46,5                              | –                                 | 280.117      | 100             |  |  |  |  |  |
| Iowa                               | 8               | 83.858                                        | 63,1                                          | 8                                             | 49.089                            | 36,9                              | –                                 | 132.947      | 100             |  |  |  |  |  |
| Kansas                             | 3               | 17.089                                        | 81,7                                          | 3                                             | 3.836                             | 18,3                              | –                                 | 21.580       | 100             |  |  |  |  |  |
| Kentucky                           | 11              | 27.787                                        | 30,2                                          | –                                             | 64.301                            | 69,8                              | 11                                | 92.088       | 100             |  |  |  |  |  |
| Louisiana                          | 7               | occupato militarmente                         | 0                                             | 7                                             | -                                 | -                                 | 0                                 | -            | non conteggiati |  |  |  |  |  |
| Maine                              | 7               | 67.805                                        | 59,1                                          | 7                                             | 46.992                            | 40,9                              | –                                 | 114.797      | 100             |  |  |  |  |  |
| Maryland                           | 7               | 40.153                                        | 55,1                                          | 7                                             | 32.739                            | 44,9                              | –                                 | 72.892       | 100             |  |  |  |  |  |
| Massachusetts                      | 12              | 126.742                                       | 72,2                                          | 12                                            | 48.745                            | 27,8                              | –                                 | 175.487      | 100             |  |  |  |  |  |
| Michigan                           | 8               | 91.133                                        | 55,1                                          | 8                                             | 74.146                            | 44,9                              | –                                 | 165.279      | 100             |  |  |  |  |  |
| Minnesota                          | 4               | 25.031                                        | 59                                            | 4                                             | 17.376                            | 41                                | –                                 | 42.407       | 100             |  |  |  |  |  |
| Mississippi                        | 0               | secessionista                                 | 0                                             | -                                             | -                                 | 0                                 | -                                 | -            | 0               |  |  |  |  |  |
| Missouri                           | 11              | 72.750                                        | 69,7                                          | 11                                            | 31.596                            | 30,3                              | –                                 | 104.346      | 100             |  |  |  |  |  |
| Nevada                             | 2               | 9.826                                         | 59,8                                          | 2                                             | 6.594                             | 40,2                              | –                                 | 16.420       | 100             |  |  |  |  |  |
| New Hampshire                      | 5               | 36.596                                        | 52,6                                          | 5                                             | 33.034                            | 47,4                              | –                                 | 69.630       | 100             |  |  |  |  |  |
| New Jersey                         | 7               | 60.724                                        | 47,2                                          | –                                             | 68.020                            | 52,8                              | 7                                 | 128.744      | 100             |  |  |  |  |  |
| New York                           | 33              | 368.735                                       | 50,5                                          | 33                                            | 361.986                           | 49,5                              | –                                 | 730.721      | 100             |  |  |  |  |  |
| Ohio                               | 21              | 265.674                                       | 56,4                                          | 21                                            | 205.609                           | 43,6                              | –                                 | 471.283      | 100             |  |  |  |  |  |
| Oregon                             | 3               | 9.888                                         | 53,9                                          | 3                                             | 8.457                             | 46,1                              | –                                 | 18.345       | 100             |  |  |  |  |  |
| Pennsylvania                       | 26              | 296.292                                       | 51,6                                          | 26                                            | 277.443                           | 48,4                              | –                                 | 573.735      | 100             |  |  |  |  |  |
| Rhode Island                       | 4               | 14.349                                        | 62,2                                          | 4                                             | 8.718                             | 37,8                              | –                                 | 23.067       | 100             |  |  |  |  |  |
| Tennessee                          | 10              | occupato militarmente                         | 0                                             | 10                                            | –                                 | 0                                 | –                                 | –            | non conteggiati |  |  |  |  |  |
| Texas                              | 0               | secessionista                                 | 0                                             | –                                             | –                                 | 0                                 | –                                 | –            | 0               |  |  |  |  |  |
| Vermont                            | 5               | 42.419                                        | 76,1                                          | 5                                             | 13.321                            | 23,9                              | –                                 | 55.750       | 100             |  |  |  |  |  |
| Virginia                           | 0               | secessionista                                 | 0                                             | –                                             | –                                 | 0                                 | –                                 | –            | 0               |  |  |  |  |  |
| Virginia Occidentale               | 5               | 23.799                                        | 68,2                                          | 5                                             | 11.078                            | 31,8                              | –                                 | 34.877       | 100             |  |  |  |  |  |
| Wisconsin                          | 8               | 83.458                                        | 55,9                                          | 8                                             | 65.884                            | 44,1                              | –                                 | 149.342      | 100             |  |  |  |  |  |
| Stati Uniti:                       | 233             | 2.218.388                                     | 55                                            | 212                                           | 1.812.807                         | 45                                | 21                                | 4.031.887    | 100             |  |  |  |  |  |
|                                    |                 |                                               |                                               |                                               |                                   |                                   |                                   |              |                 |  |  |  |  |  |

## Geografia dei risultati

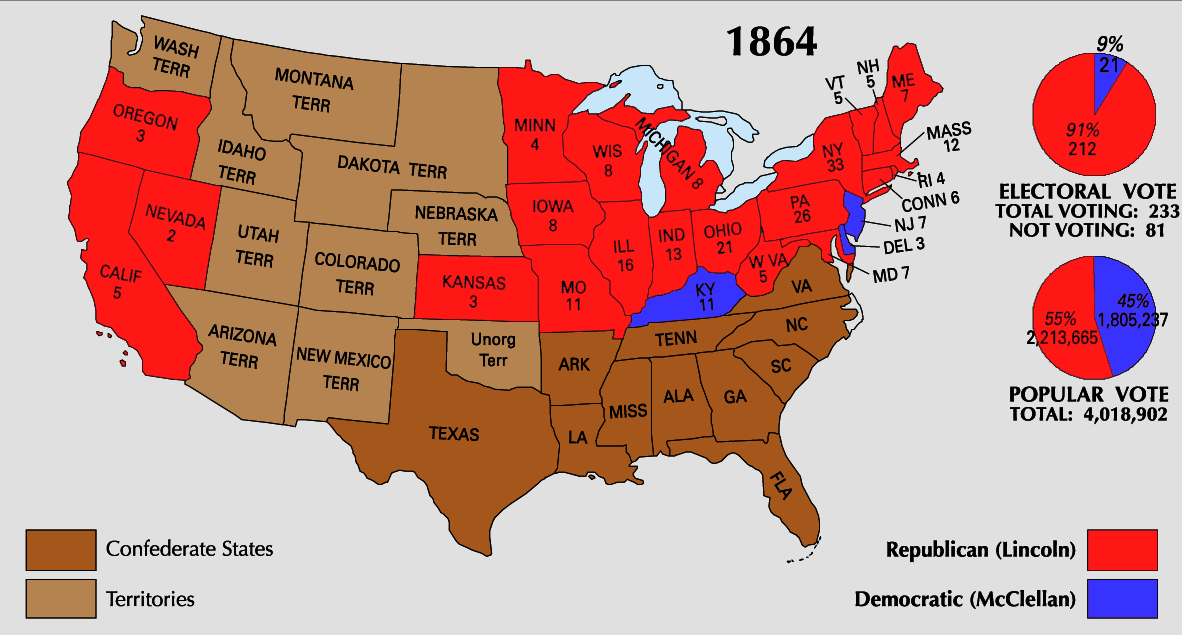
Mappa elettorale per Stato.

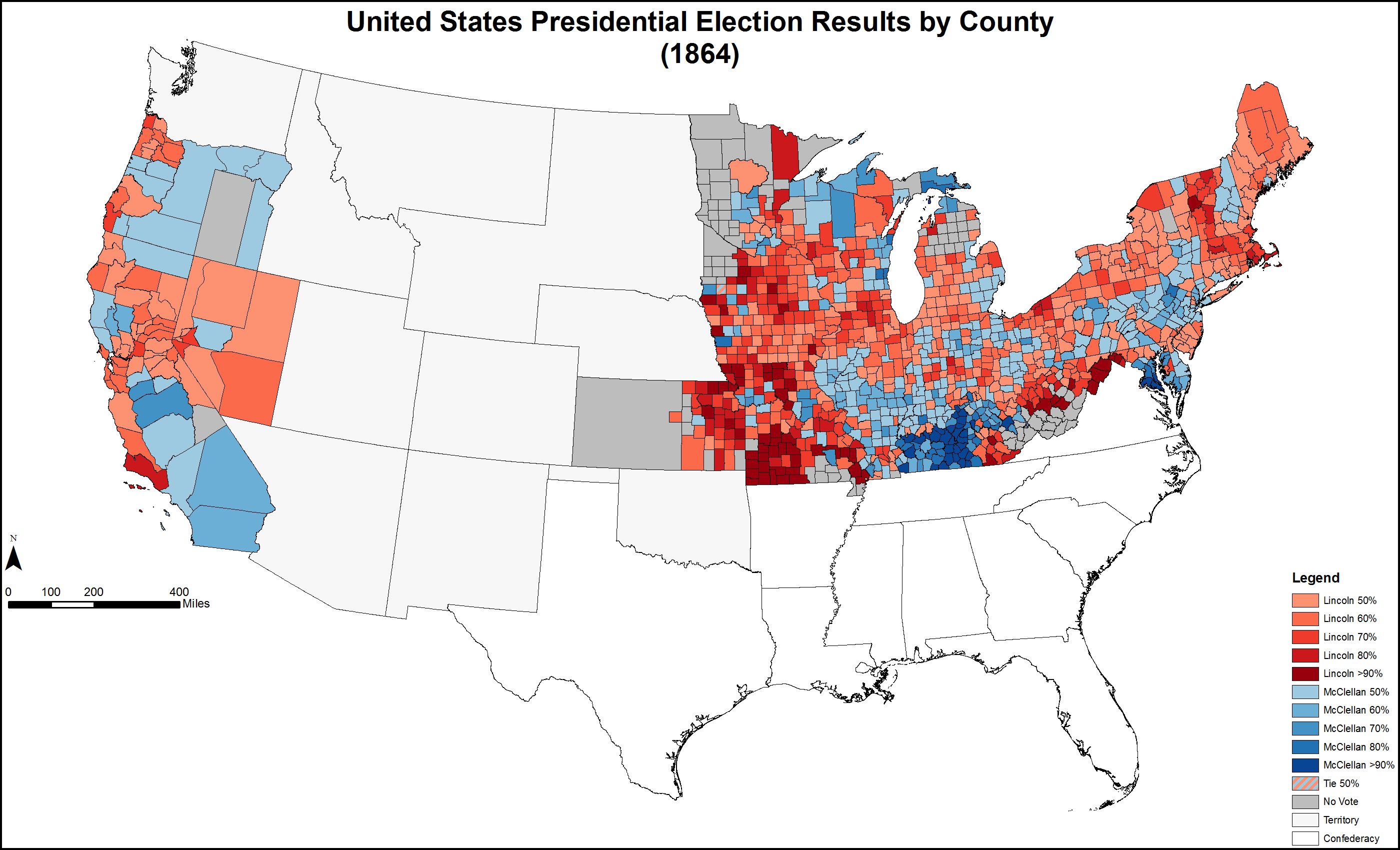
Mappa dei risultati per contea
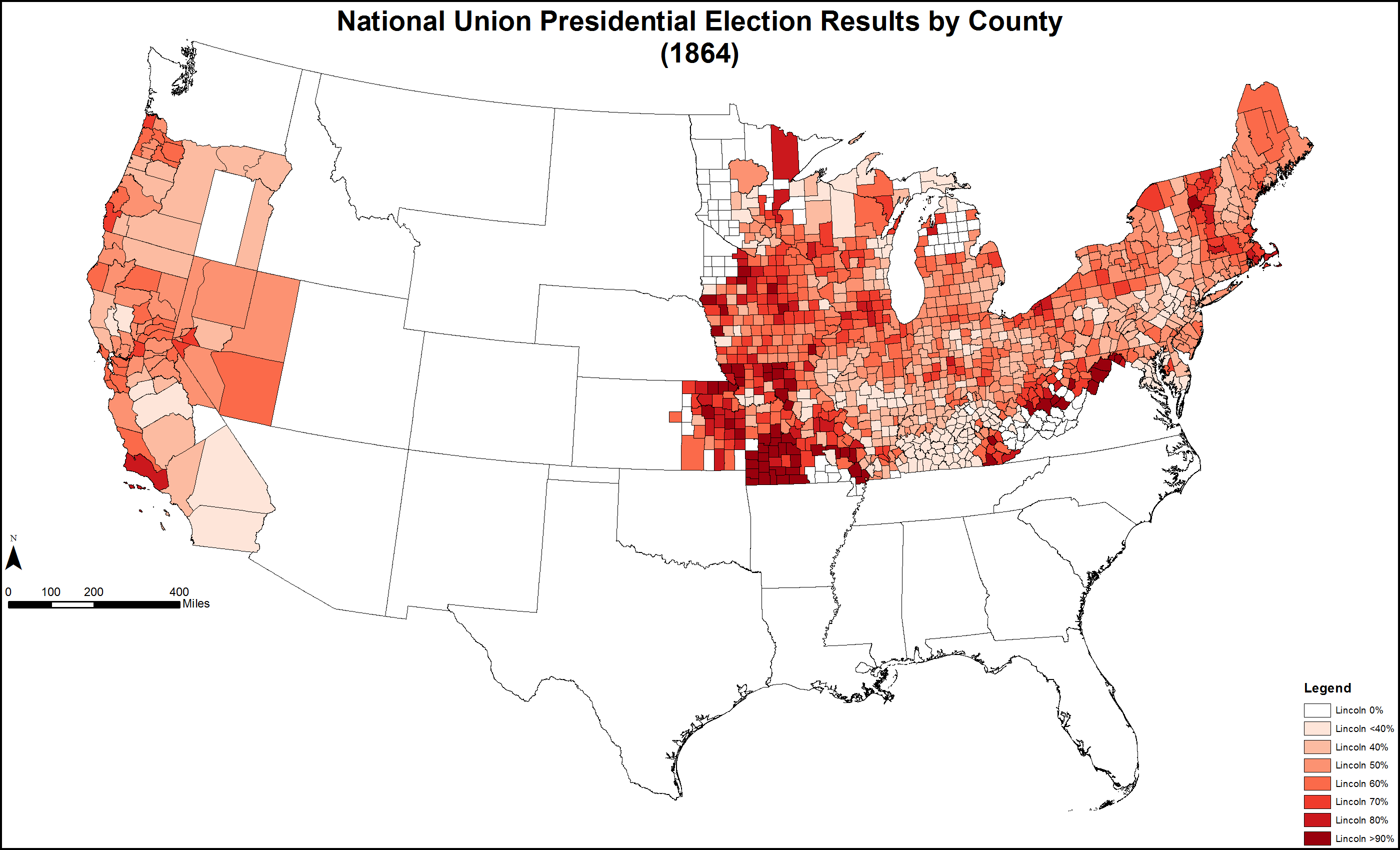
La percentuale per il candidato dell'Unione Nazionale in ogni contea
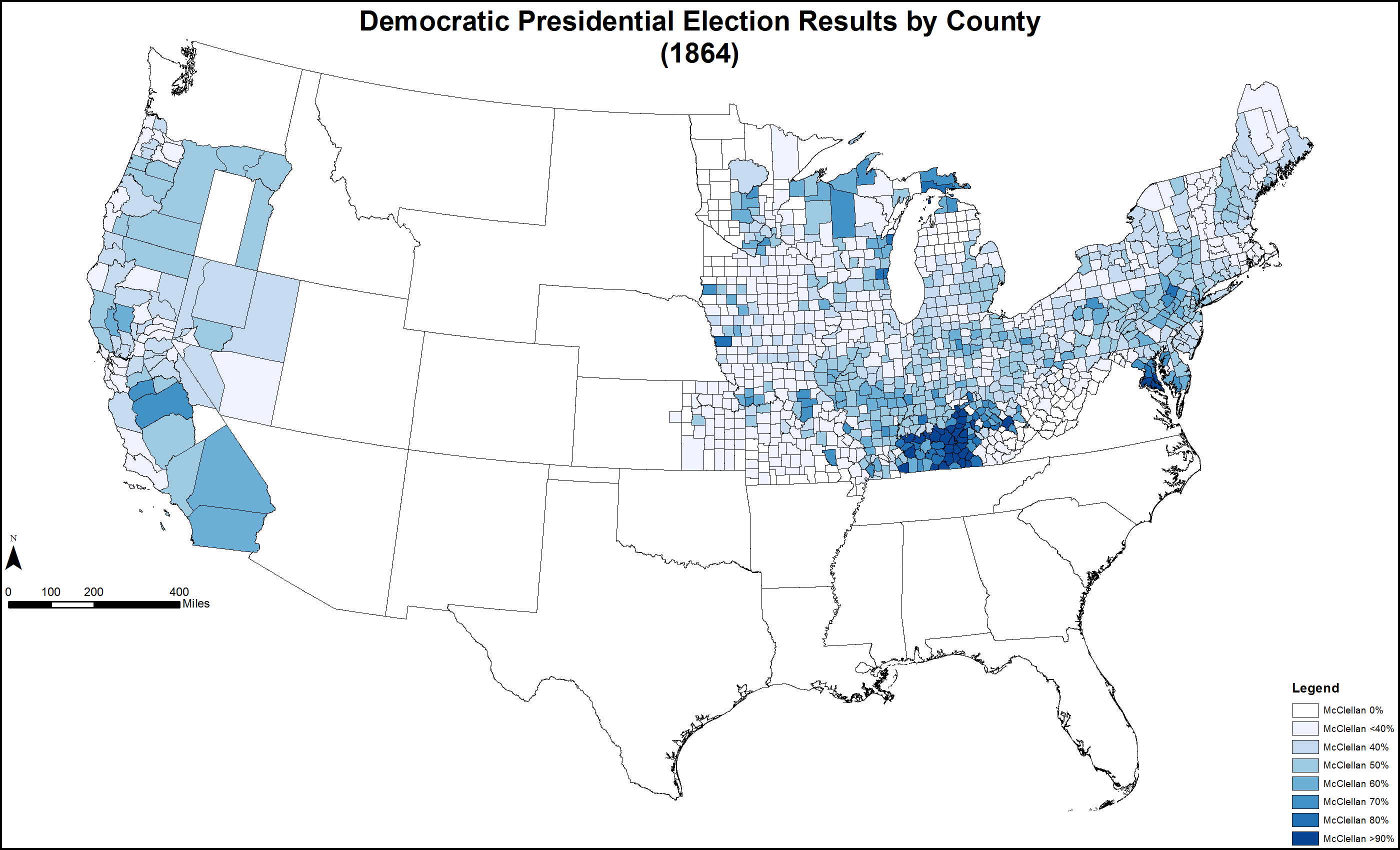
La percentuale per il candidato democratico in ogni contea
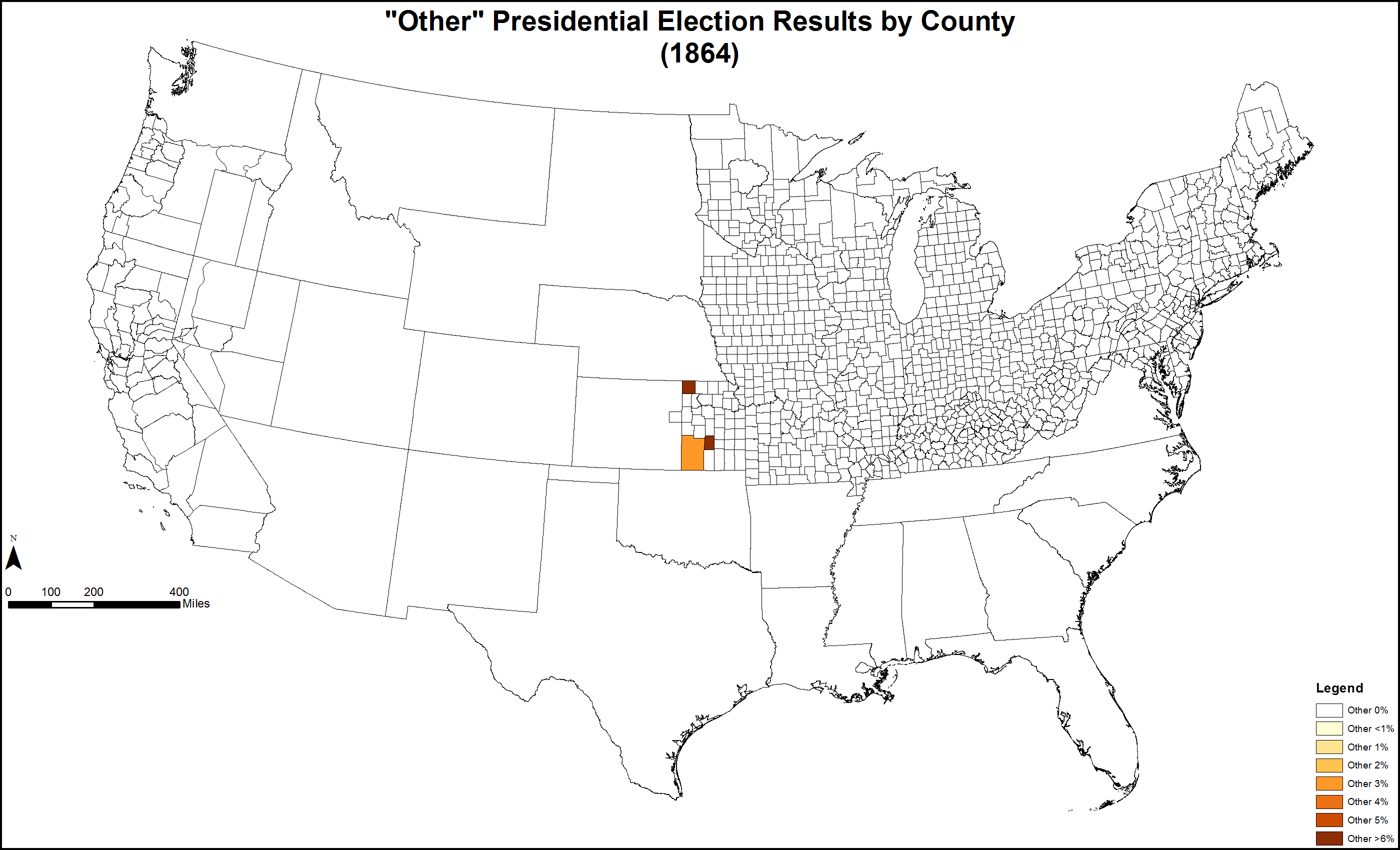
La percentuale per gli altri candidati in ciascuna contea
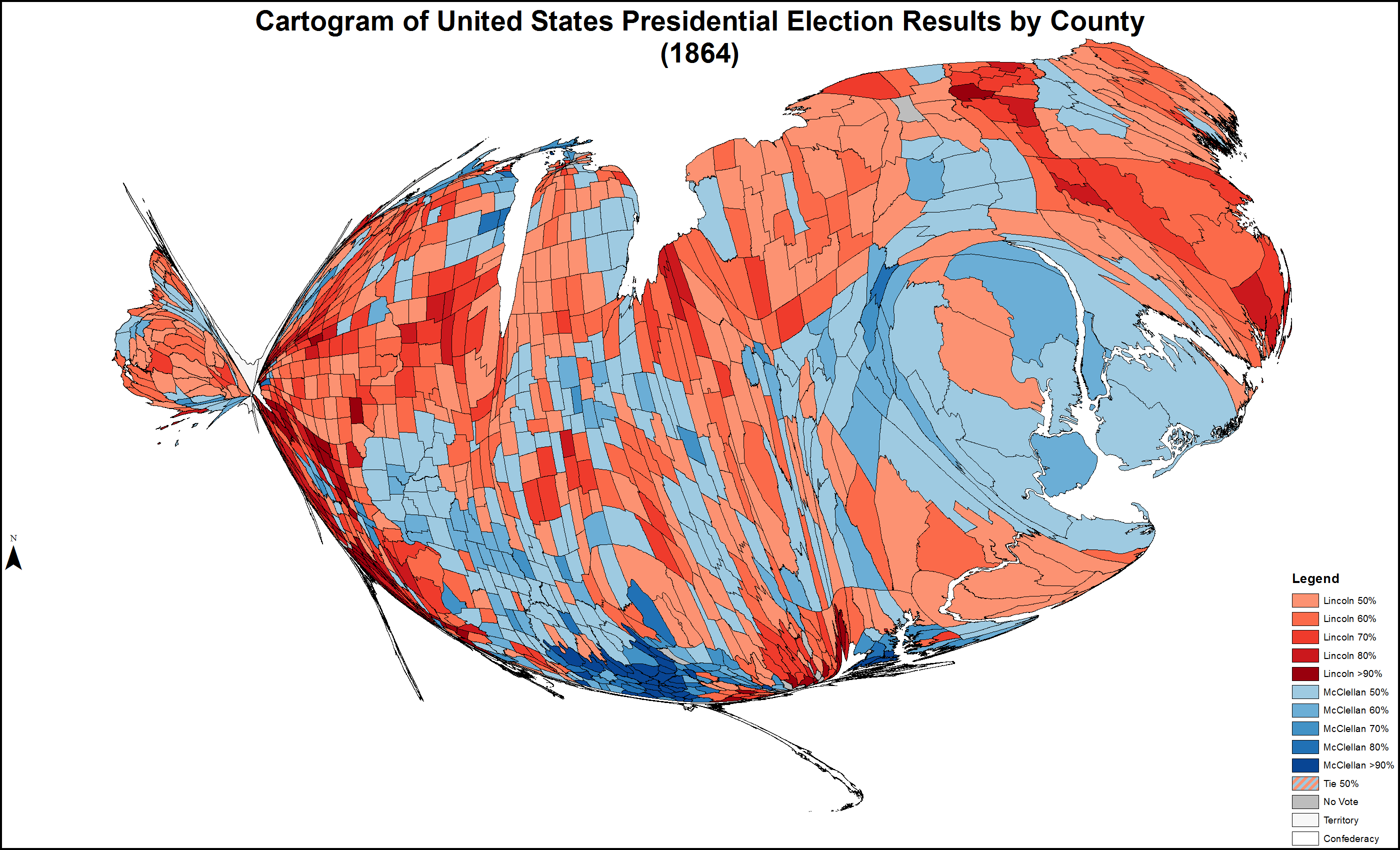
Cartogramma dei risultati per contea
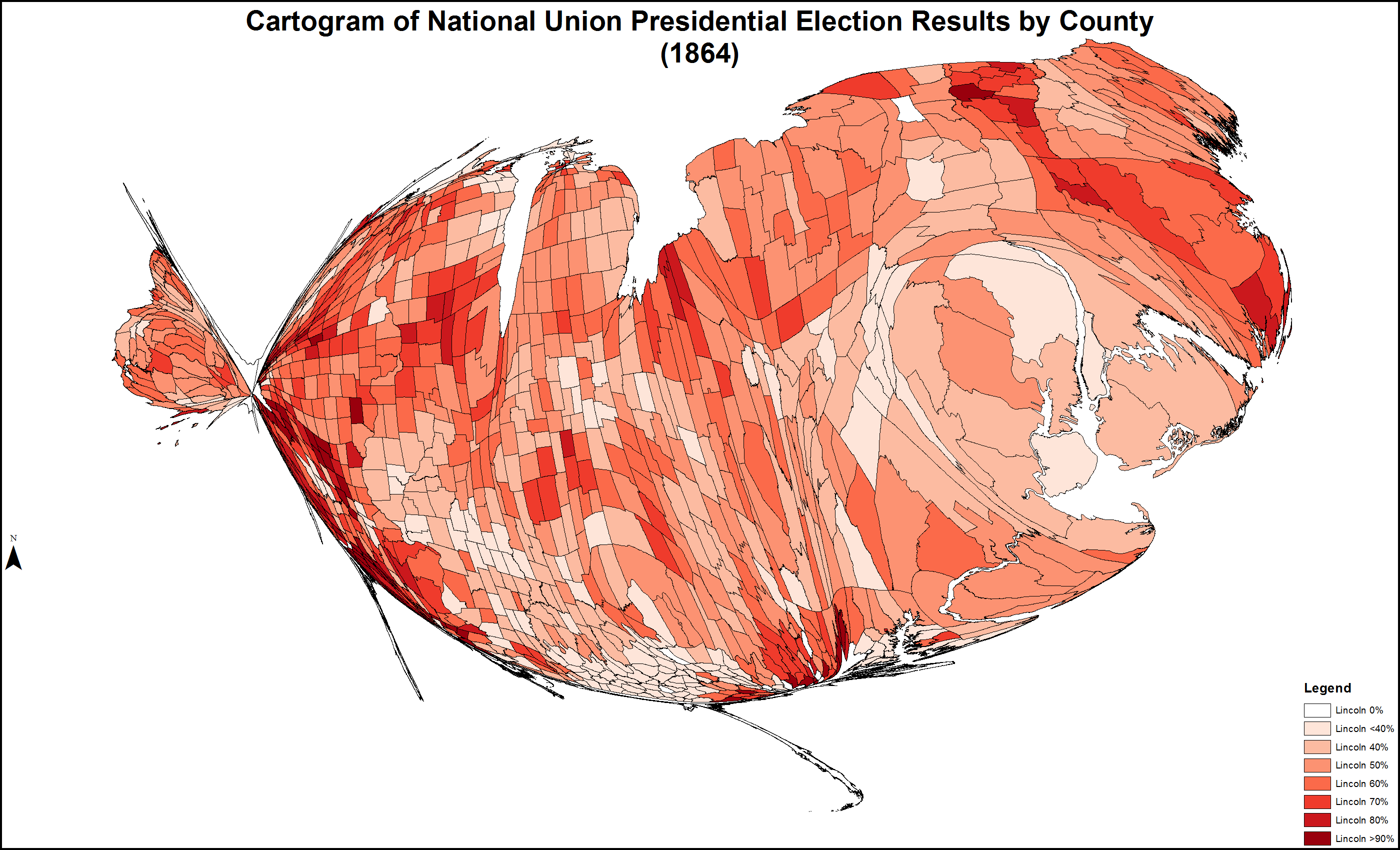
Cartogramma dei risultati del National Union per contea
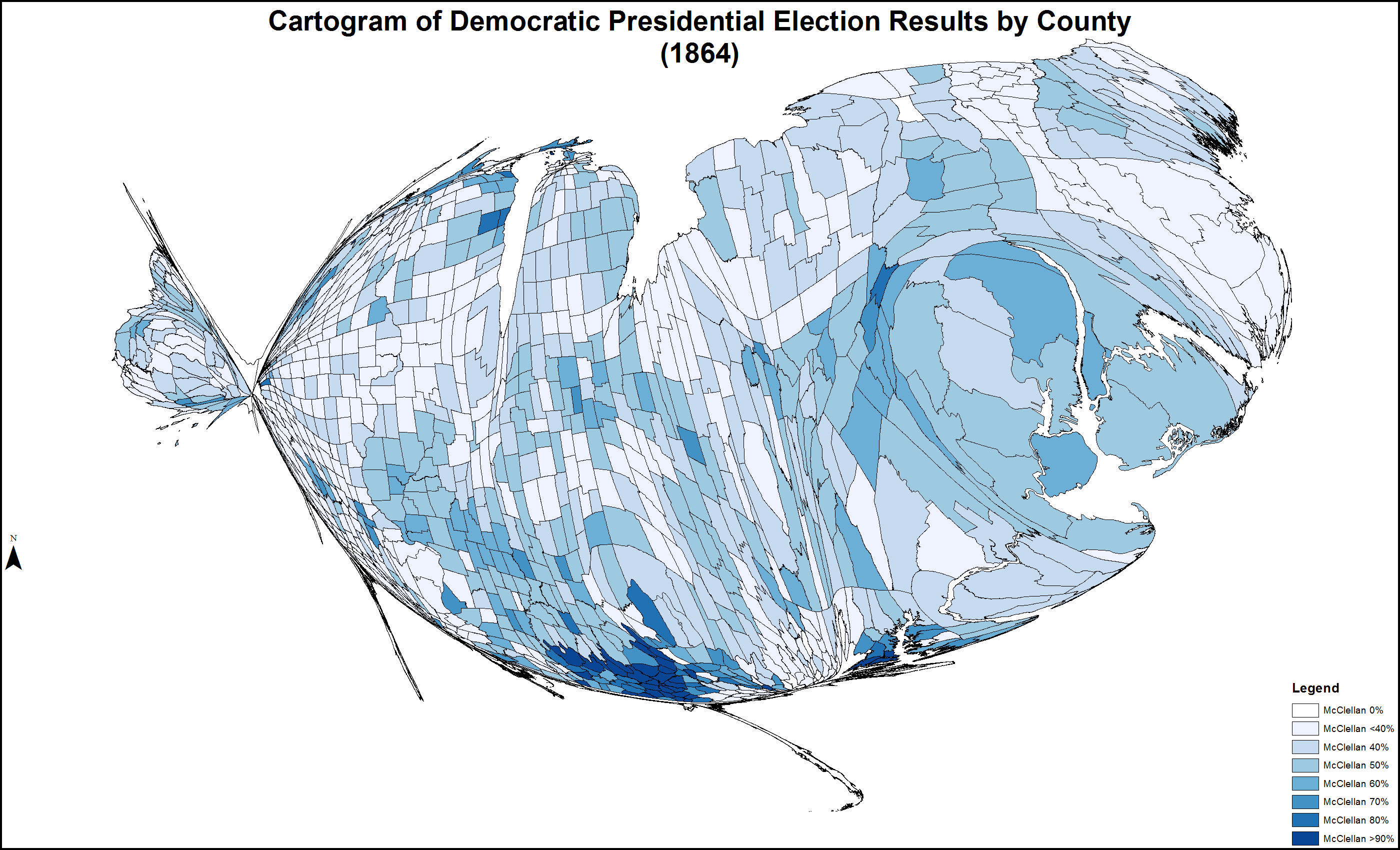
Cartogramma dei risultati del Partito Democratico per contea
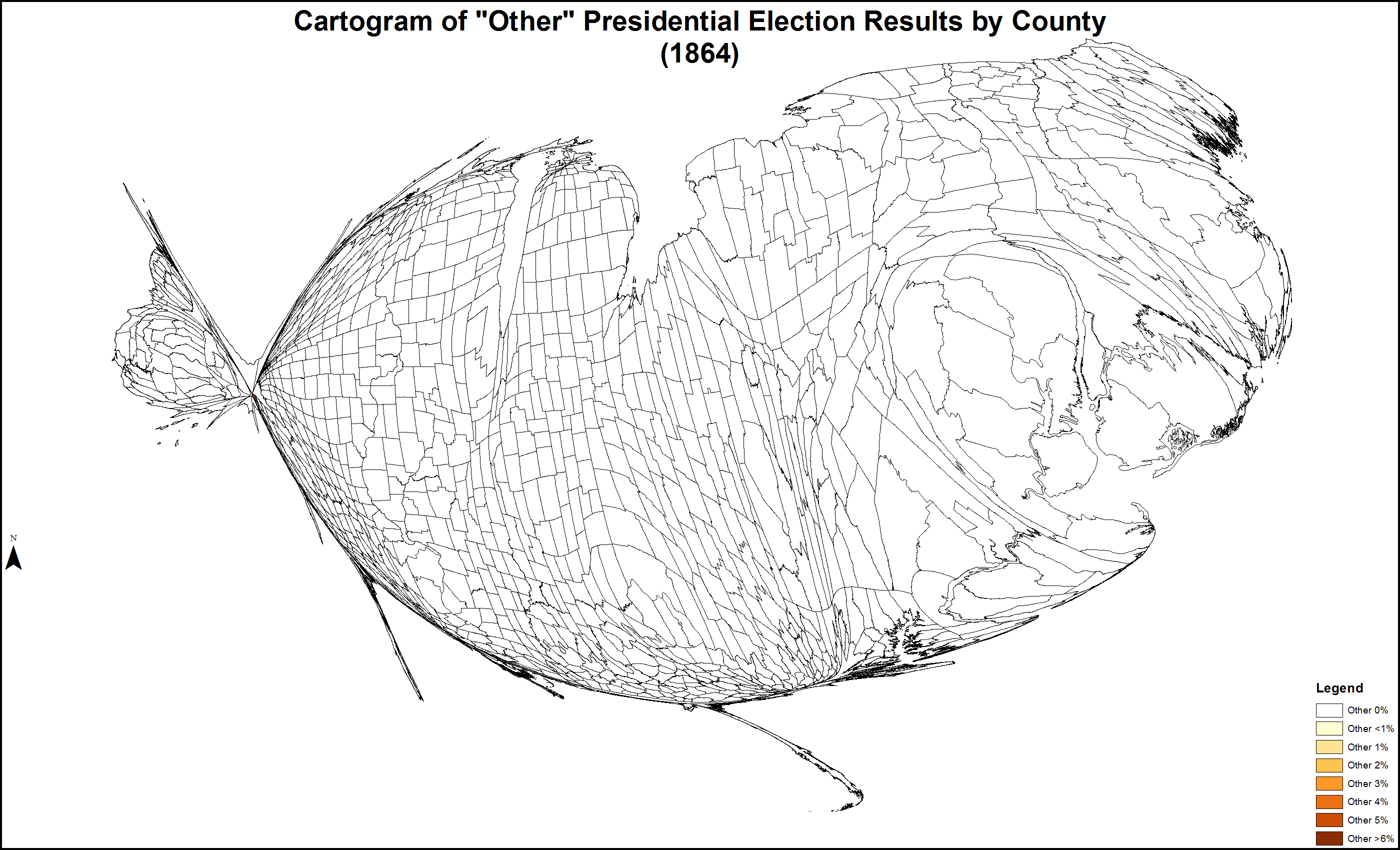
Cartogramma dei risultati degli altri candidati per contea

## Statistiche
Gli Stati in rosso sono stati vinti dall'avvocato repubblicano Abraham Lincoln; quelli in blu dal generale democratico George B. McClellan.
1. New York 0,9% (33 grandi elettori)

Di seguito sono riportati gli Stati in cui il margine di vittoria risultò essere inferiore al 5%, per un totale di 35 grandi elettori:
1. Connecticut 2,8% (6 grandi elettori)
2. Pennsylvania 3,5% (26 grandi elettori)
3. Delaware 3,6% (3 grandi elettori)